# سامنيت
السامنيتيون (بالأوسكانية: Safineis؛ نقحرة: سافينيس) أحد الشعوب الإيطالقية التي سكنت إقليم سامنيوم، والذي يشكل اليوم المناطق أَبرُتْسَةْ  ومليزة وقنبانية في جنوب وسط إيطاليا. ينحدر السامنيتيون من السابيون، وهم شعبٌ ينطق باللغة الأوسكانية، وقد أسسوا تحالفًا قبليًا يضم أربعة قبائل: الهربيني والكاوديني والكاركيني والبنتري. اعتبر المؤرخون الإغريق القدماء أن الأومبريون هم أسلاف السامنيتيون. كانت هجرتهم باتجاه الجنوب، وفقًا لطقوس السابيون.
كان السامنيتيين في البداية حلفاء الروم ضد الكلت في عام 354 ق.م، ولكن سرعان ما تحولت هذه الصداقة إلى عداوة، ونشبت بينهم سلسلة من الحروب عرفت بالحروب السامنيتية. بالرغم من انتصارهم القاهر في معركة شعب كاودين (321 ق.م)، اخضع السامنيتيون في عام 290 ق.م. حتى مع استمرار ضعفهم الشديد، لم يتوقف السامنيتيون عن مقاومة الهيمنة الرومانية، وذلك عبر مناصرتهم لبيروس الإبيري في الحرب البيروسية أولًا، وآخرًا مع حنبعل في الحرب البونيقية الثانية. لعبوا دورًا مهمًا في الحرب الإجتماعية وقاموا بدعم الببيولارس في حرب سولا الأهلية حيث هُزم قائدهم بونتيوس تيليسينوس في معركة بوابة كولاين (82 ق.م).مع نهاية هذه الصراعات، اندمج السامنيتيون بالمجتمع الروماني، وخسروا تميزهم عن سائر الشعوب الإيطالقية.
كان الاقتصاد السامنيتي يعتمد على تربية الماشية والزراعة، وقد مارسوا النقل الموسمي. امتدت شبكتهم التجارية إلى كمبانية ولاتيوم وبولية وماجنا غراسيا، وصدروا العديد من المنتجات، مثل السيراميك والبرونز والحديد والزيتون والصوف والطين النضيج. كان المجتمع السامنيتي منقسمًا إلى مقاطعات (توتو)، والتي تشكلت من مجموعة من المستوطنات المتحدة (باغوس) والمستوطنات المنفردة (فيسي). بينما كانت معظم المدن تعمل بشكل مستقل، تبنى البعض منها نظام حوكمة مجلس الشيوخ. تكونت الديانة السامنيتية من خليط من الآلهة والأرواح (نومنيا)، وكانوا يقدمون لها القرابين والنذور. لعبت الأحرام دورًا مهما في ديانة وسياسة، وحتى في اقتصاد المجتمع السامنيتي.

## تأصيل

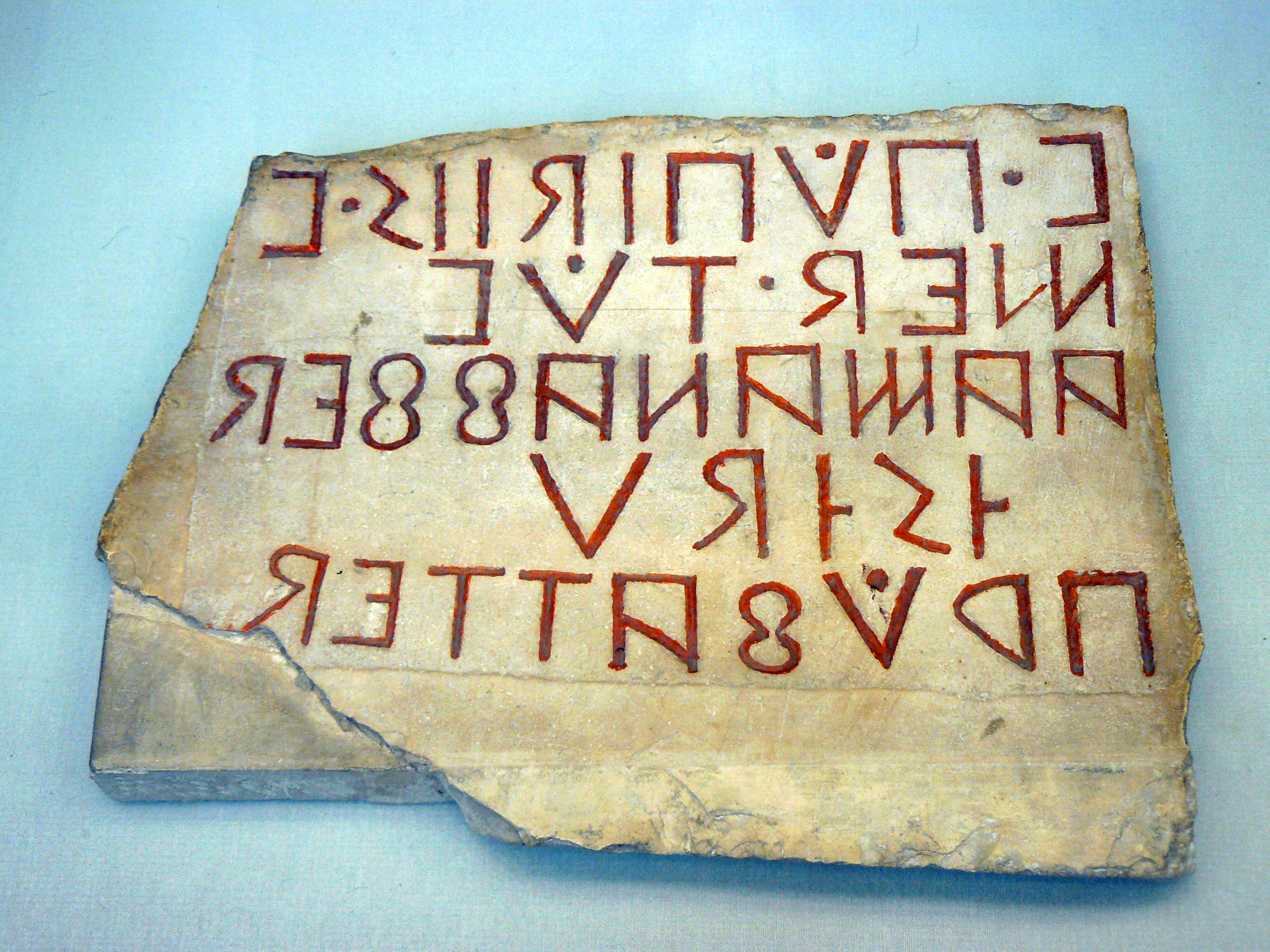
نقش أوسكاني. من اليمين إلى اليسار مكتوب: «في[بيوس] بوبديوس، ابن في[بيوس]، الحاكم، كان مسؤولًا عن هذا العمل وقد وافق عليه.»

تحور الجذر الهندي الأوروبي «سابينو» أو «سابه» إلى الكلمة «سافن»، والتي تحورت لاحقًا إلى «سافين». الكلمة «سافين» قد تكون أول كلمة مستخدمة لوصف الشعب السامنيتي والمملكة السامنيتية.
في الأصل، يعرف الاسم عامةً على أنه شكل من أشكال اسم السابيون، والذين كانوا أومبريون. من الكلمة «سافينيم» و«سابينوس» و«سابيلوس» حتى «سامنس»، الجذر الهندي الأوربي يمكن استخراجه من، *سابه-، والتي أصبحت ساب- في اللاتينية الفاليسكينية وساف- في الأوسكية الأمبرية: سابيني و*سافينيس. يعتقد بعض علماء الآثار أن «سافن» تشمل جميع الشعوب في شبه الجزيرة الإيطالية، آخرين يقولون بأنها تخص فقط شعب مليزة. قد يكون وصفًا يستخدم للتعبير عن جماعةٍ من الناس. تظهر على قبورٍ بالقرب من أبروزو في القرن الخامس، والنقوش الأوسكانية والألواح في بينا سانت أندريا. آخر استخدام عرف للكلمة كان في عملة معدنية من الحرب الإجتماعية.
مرت «سافين» في سلسلة من التغيرات حتى بلغت إلى الشكل «سافينم»، الكلمة الأوسكانية لسامنيوم، تعني «مقر تعبد للشعب السافيني.» أصبحت هذه الكلمة المخصصة للشعب السامنيتي، «سافينيس». وكلمات أخرى في الإغريقية مثل «سايني» و«ساينيس» و«سامنيتس» و«سابلي» و«ساونتاي». هذه المصطلحات غالبًا تعود أصولها إلى القرن الخامس قبل الميلاد وهي مشتقةٌ من «ساونيون»، الكلمة الإغريقية للمزراق.
في فترةٍ ما في عصور ماقبل التأريخ، توسع شعب يتحدثون بلغةٍ مشتركة في سامنيوم وأومبرية. تخمين سالمون أنها الإيطالقية الشائعة ووضع تاريخًا وهو 600 ق.م، بعد ذلك بدأت هذه اللغة الشائعة بالتحول إلى لهجات مختلفة. هذا التاريخ لا يتطابق مع أي دليل تاريخي أو أثري؛ مما أدى إلى تطوير تصورٍ اصطناعي عن علم الأعراق في إيطاليا ماقبل التأريخ، وهذا التصور لازال أمرًا غير مكتملٍ ويخضع للدراسة.

## التاريخ

### الأصول والتاريخ المبكر

خريطة لإقليم سامنيوم القديم

ذكر الجغرافي الإغريقي إسطرابون أن الحضارة السامنيتية تعود أصولها إلى مجموعة من السابيون المنفيون. وفقًا لهذا النقل، كان ذلك إما بسبب مجاعةٍ، أو جزءًا من محاولة لوقف الحرب مع الأومبريون، وعد السابيون بأن يقيموا فير ساكروم. باعتباره جزءًا من هذه الطقوس، كل ما أنتج في ذلك العام تم تقديمه قربانًا، حتى الرُّضع. عندما أصبح هؤلاء الرضع بالغين قاموا بنفيهم، وتم إرشادهم بواسطة ثورٍ لموطنهم الجديد. عندما بلغوا هذه الأرض قاموا بتقديم هذا الثور قربانًا لمارس. قبائل سامنيتية أخرى ادعت بأن حيوانات أخرى أرشدتهم. زعم الهربينيون أن الذي أرشدهم كان ذئبًا، والبسنتيون ادعوا أنه نقار الخشب. بخلاف ذلك، من الممكن أن السامنيتيون كانوا مرتبطين بإسبرطة. هذه الأسطورة ربما تكون أبوكريفية. ربما تكون مختلقة من الإغريق لكي يتحالفوا مع السامنيتيون، أو ليجعلوا الشعوب الإيطالقية متماشيةً مع رؤيتهم، أو ربما لتسليط الضوء على أوجه الشبه بين السامنيتيين والإسبرطيين. تشير الدلائل الأثرية أن الحضارة السامنيتية غالبًا قد تطورت من ثقافةٍ إيطاليةٍ موجودةً مسبقًا.
بعدما هجر الإتروريون كمبانية في القرن الخامس قبل الميلاد، قام السامنيتيون باحتلال المنطقة. قاموا باحتلال مدنٍ أمثال بومبي وهركولانيوم. لايتضح أيًا من المدن السامنيتية أخذت دورًا في الحملة، ولماذا. من الممكن أنهم أرادوا تربتها الخصبة، أو لتلافي مشكلة الزيادة السكانية. هذه النظرية تعتمد على أن الزراعة السامنيتية كانت ضعيفة، وقد نَقضت دلائل أخرى هذه النظرية. أو لعل الغرض من ذلك هو رغبتهم للوصول إلى مياه نهر فولتورنو وموارد أخرى. بعد تضاءل هيمنة الإغريق في إيطاليا، قام السامنيتيون بغزوا واحتلال معظم أراضيهم السابقة. قاموا باحتلال مدن مثل كوماي، ولم يخفقوا إلا في الإستيلاء على نابولي. في القرون اللاحقة، قاموا بشن العديد من الحروب ضد الكمبانيون والفولسكيون والإغريق الإبيريون، ومجتمعات لاتينية أخرى.

### الحروب السامنيتية

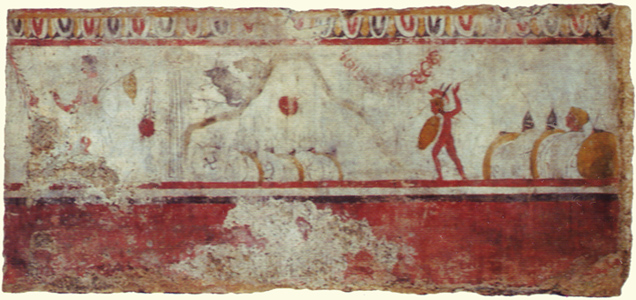
إفريز لوكاني لمعركة شعب كاودين

أول اتصال حصل بين السامنيتيون والرومان كان بعد قيام الرومان بشن حملة على الفولسكيون. في عام 354 ق.م، اتفقوا على وضع حدودهم على نهر ليريس. ذكر ليفي، وهو مؤرخ روماني يعد مصدرًا للحروب السامنيتية، أنه عندما قام السامنيتيون بمهاجمة الكمبانيون، قامت الحضارة الأخيرة بتشكيل حلفٍ مع الرومان. مما أشعل الحرب بينهم وبين السامنيتيون في عام 343 ق.م. هذا السبب المنقول لنشوب الحرب ليس متفقًا بين جميع المؤرخين الحديثين. قد يكون ذلك محاولة من ليفي للدعاية (بروبوغندا) أو للمقارنة بين هذه الحرب وصراعات أخرى. بعد تعرضهم للهزيمة في ثلاث معارك وتعرضهم لغزوٍ روماني، وافق السامنيتيون على توقيع معاهدة سلام.
يوجد نقلين مختلفين لأسباب نشوب الحرب السامنيتية الثانية. ربما، قامت روما بإعلان الحرب بسبب قيام السامنيتيين بتشكيل تحالفا مع الفستينيون وحروبهم ضد فريغيلاي وباليوبوليس. كذلك، طمع الرومان بالاستفادة من الازدهار الاقتصادي لمدينة فينافروم لمصلحتهم. ربما كان سبب الصراع هو رغبة السامنيتيين ببسط نفوذهم على مواقع اقتصادية مهمة. بعد هزيمة الرومان في معركة شعب كاودين وافق كلا الطرفين على هدنة. استئنف القتال في عام 326 ق.م. انتهت الحرب بعد وقوع حملة رومانية في بولية وسامنيوم. تبعًا لانتهاء الحرب، استولى الرومان على بوفنيانوم وفريغيلاي، وطَردوا السامنيتيون من بولية.
في عام 298 ق.م، نشبت الحرب السامنيتية الثالثة بسبب توتراتٍ بين اللوكانيين، والذين طلبوا حماية روما. وفي جهة أخرى، أحدثت المعاهدات بين الرومان والبايسنتيون صراعات مع الإتروريون. انتهت الحرب بعد هزيمة السامنيتيون في معركة أكويلونية. بعد ذلك، احتل إقليم سامنيوم وتم دمج الشعب السامنيتي إلى المجتمع الروماني.

### تاريخهم المتأخر

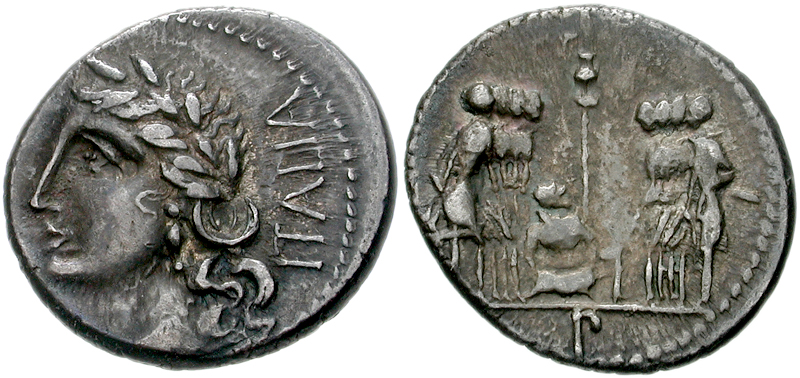
عملة معدنية من الحرب الإجتماعية تحمل صورةً لجنودًا سامنيتيون يأدون القسم بأن يقاتلوا الرومان

كان السامنيتيون أحد الشعوب الإيطالية التي تحالفت مع بيروس الإبيري في الحرب البيروسية. بعد مغادرة بيروس لصقلية، غزا الرومان إقليم سامنيوم حيث تعرضوا للسحق في معركة تلال كرانتيا، ولكن بعد هزيمة بيروس، لم يتمكن السامنيتيون من مقاومة الرومان بأنفسهم واستسلموا لروما. قام بعضهم بالانضمام ومساعدة حنبعل أثناء الحرب البونيقية الثانية، ولكن بقي أغلبهم أوفياءًا لروما. بعد رفض الرومان لمنح السامنيتيون حق المواطنة، قاموا، مع شعوب إيطالقية أخرى، بالانتفاض ضدهم. هذه الحرب، المعروفة باسم الحرب الإجتماعية، قد امتدت قرابة الأربع سنوات وانتهت بانتصارٍ روماني. بعد هذا الصراع الدموي، مُنِح السامنيتيون وشعوبًا إيطالقيةً أخرى حق المواطنة لتفادي حربًا أخرى.
قام السامنيتيون بدعم حزب ماريوس وكاربو في الحرب الأهلية ضد سولا. ترأس السامنيتيون وحلفائهم بونتيوس تيليسينوس ورجل لوكاني اسمه ماركوس لامبونيوس. قاموا بحشد جيشٍ قوامه 40,000 مقاتلًا وحاربوا معركةً ضد سولا في بوابة كولاين. بعد هزيمتهم في المعركة، ولاحقًا الحرب، اعدم بونتيوس.
نتيجةً لانتصار سولا وتنصيبه دكتاتورًا على روما، أمر بمعاقبة أولئك الذين عارضوه. السامنيتيون، والذين كانوا من أقوى داعمين الماريوسيون، قد تعرضوا للمعاقبة بشكلٍ شديد إلى درجة أنه ذُكر بأن: «بعض مدنهم تقلصت حتى أصبحت قرية، والبعضم الآخر تعرضوا للهجر بالكامل.» لم يكن للسامنيتيون أي دور مهم في التاريخ بعد ذلك، وتمت رومنتهم ودمجهم إلى العالم الروماني. بعض عائلاتهم (جينس) حققت فيما بعد امتيازًا رفيعًا، من ضمنهم عشائر الكاسي والهرني، والبونتي والفيبي.

## المجتمع

### الاقتصاد

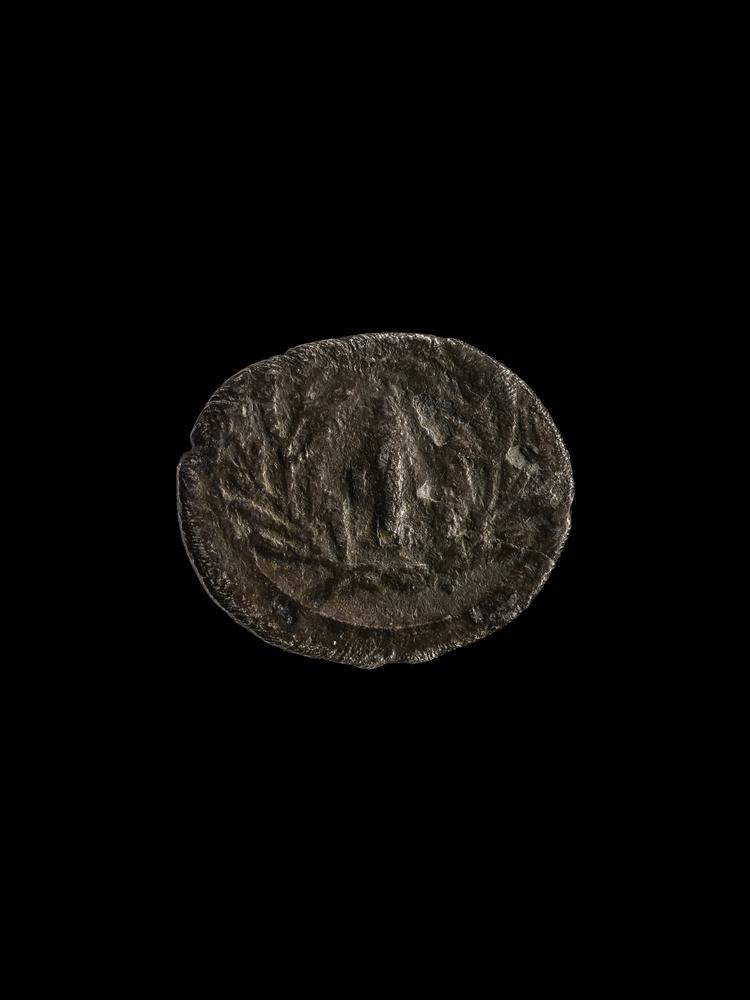
عملة معدنية سامنيتية تحمل صورة لنصل مزراقٍ مع إكليل الغار

كانت تضاريس إقليم سامنيوم وعرة وجبلية، تفتقر إلى الموارد الطبيعية. أدى ذلك إلى تشكيل اقتصادٍ مختلطٍ يتركز على استخدام الأراضي الخصبة القليلة التي لديهم لممارسة شكل متطور جدًا من أشكال زراعة الكفاف والزراعة المختلطة وتربية الحيوانات وتربية الأغنام والأنشطة الرعوية وتشكيل المزارع الصغيرة. في الغالب أدى ازدهار مهنة الزراعة لدى السامنيتيين إلى حدوث صراعات بينهم وبين حضارات أخرى، ومن المحتمل أنها إحدى أسباب نشوب الحروب السامنيتية.
كانت تضاريس موطنهم سببًا لتقدم نشاطهم الرعوي وتربية الماشية. كانت الخيول والدواجن والأبقار والمواعز والخنازير والخرفان منتشرة وتعد أهم أنواع الماشية. كانت هذه الحيوانات قيّمةً بالنسبة لهم باعتبارها سلعةً تجاريةً، ومصدرًا للطعام. كان النقل الموسمي، أو الحركة الموسمية للمواشي من فصل الصيف إلى المراعي الشتائية، عاملًا مهما للاقتصاد السامنيتي. شكل النقل الموسمي السنوي القصير الأُسس لثروة الأرستقراطيين. النقل الموسمي الطويل قد كان ممارسًا بين بولية وسامنيوم.
خلال القرن الخامس والرابع قبل الميلاد، ساهم التزايد في عدد السكان، مُجتمعًا مع ترابط التجارة مع الإيطاليين الآخرين، عاملًا مساهمًا لزيادة التطور الزراعي والحضري. أكثر من تأثر بهذا التغير هي مدينة لارنيوم. اعتبرت المدينة في البداية مصدرًا مهمًا لانتاج الحبوب الغذائية، حيث امتلكت طاحونةً وجرنًا، ولاحقًا تطورت حتى أصبحت مركزا أساسيًا لجميع النشاطات الاقتصادية في وادي بيفيرنو. صدّر السامنيتيون العديد من المنتجات، منها الغلة والملفوف والزيتون وزيت الزيتون والنبيذ والبرونز والحديد والنسيج والبقوليات والمعترش. استوردوا موادًا مثل القصعة والصحون البرونزية والبوكيرو من عدة أماكن، مثل كمبانية ولاتيوم وبولية وماجنا غراسيا. هذه الشبكات التجارية قد أدت إلى تبني عدة منتجات وأفكار من ثقافاتٍ أخرى مثل السابيون واللاتينيون والإتروريون.
تطورت العملة السامنيتية في أواخر القرن الخمس وبداية القرن الرابع قبل الميلاد، غالبًا بسبب التعامل مع الإغريق، والحرب، والتي أحدثت حاجةً إلى توظيف المرتزقة. ربما كانت عملتهم البرونزية أو الفضية تسك في نابولي، ولاحقًا «طلبوا» من ورش العمل في مدنهم إلى سكّهم. كذلك، من الممكن أن المدن السامنيتية تكفلت بتزويد المواد اللازمة لسك العملة. أو أن العملة المعدنية كانت مستوردتًا من مدن خدم فيها المرتزقة السامنيتيون، مثل تارنتوم. كانت العملة في ذلك الوقت عادتًا ماتصور الأماكن، مثل أليفاي ونولا وفلسطيا، أو أشخاصًا، مثل الكمبانيون. هذه الصور قد ارتبطت بتطور هيكل السياسة السامنيتي. قد لا يستعمل العامة العمل المعدنية، ولكنها تستعمل لدى المؤسسات الحكومية لتمويل المهام الإدارية. ابتداءًا من هذه الفترة المبكرة التي تزايد فيها إنتاج العملات المعدنية، بدأ السامنيتيون بخفض انتاج النقود وسكها.

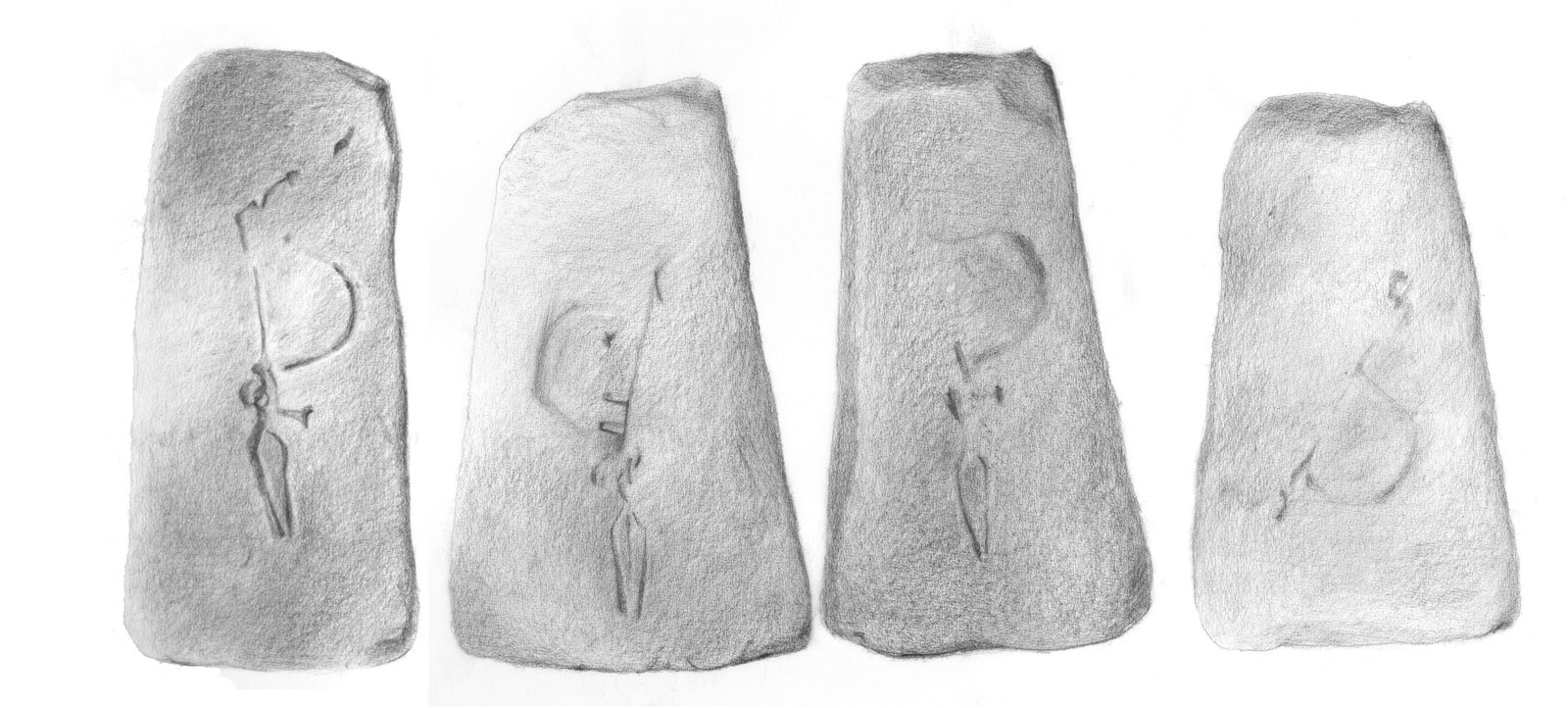
منسج سامنيتي يحوي على تصاميمًا للفيبيولا (دبوس الزينة) والملقاط

أنتج السامنيتيون الصوف والجلود بكميات كبيرة، بدلالة كثرة ماعُثر عليه من مناسج في سامنيوم. أغلب المناسج احتوت نقوشًا على شكل خطوط ونقاط وعلامات بيضاوية الشكل، ومجوهرات منقوشة، أو دمغ باستخدام الختم لصناعة الأنماط. أكثر الأنماط شيوعًا احتوت على أهرامًا ونجومًا أو ونقاطًا أو تعيزيزًا متادخلا منقوش. قد يكون التعزيز مصورًا على شكل أوراق وورودًا ورمانًا أو شخصيات أسطورية. إحدى المناسج من بلدة لوكري زُيّنت بجوهرة منقوشًا عليها ساتير وهو يعزف كِنّارة. عثر على العديد من الفخارات السامنيتية منقوشًا عليها كلمات إغريقية. هذه الكلمات الإغريقية قد تكون لها أكثر من استعمال، مثل توجيه النسّاج إلى كيفية ترتيب الخيوط على شكل نمط نسيج، أو قد تكون دلالةً على جودة القطعة. النقوش الإغريقية قد تكون أيضًا مستعملةً لذكر وزن المنسج أو القماش، وربما كذلك إحداثيات قطعة القماش.
أنتج السامنيتيون كذلك الأمفورة والطين النضيج والفخار الإمباستوي ذو البريق الأسود. غطاء الحماية، والذي يطلق عليه أيضا اسم الورنيش، قد استعمل لتغطية الفخار والأمفورة. أغلب الأمفورات جاءت من رودس، وكان الفخار عادتًا يُشترى من اليونان.  استورد الفخار كذلك من شمال إفريقيا أو المناطق حول البحر الأدرياتيكي ولكن بكميات صغيرة. بعد تحضر المجتمع السامنيتي، تضاعف إنتاج الفخار الهلنستي أو الإيطالي بشكل كبير. السيراميك والفخار والأمفورة عادتًا ما كانت تحتوي على أنماط. أغلب هذه الأنماط كانت علامات تجارية أو شعارًا لصانعها. في بعض الحالات، تصور هذه الأنماط أماكن مثل جزيرة رودس، أو اسم لمسؤول حكومي، مثل الميديكس توتيكوس. أحد الأمثلة لطابع الفخار هو:
ديفتري (عبد) هرنس ساتيس قد وقع على «بلانتا بيديس».— دمغ على قطعة بلاط في بيترابوندانتي في القرن الثاني قبل الميلاد.

### الحكومة

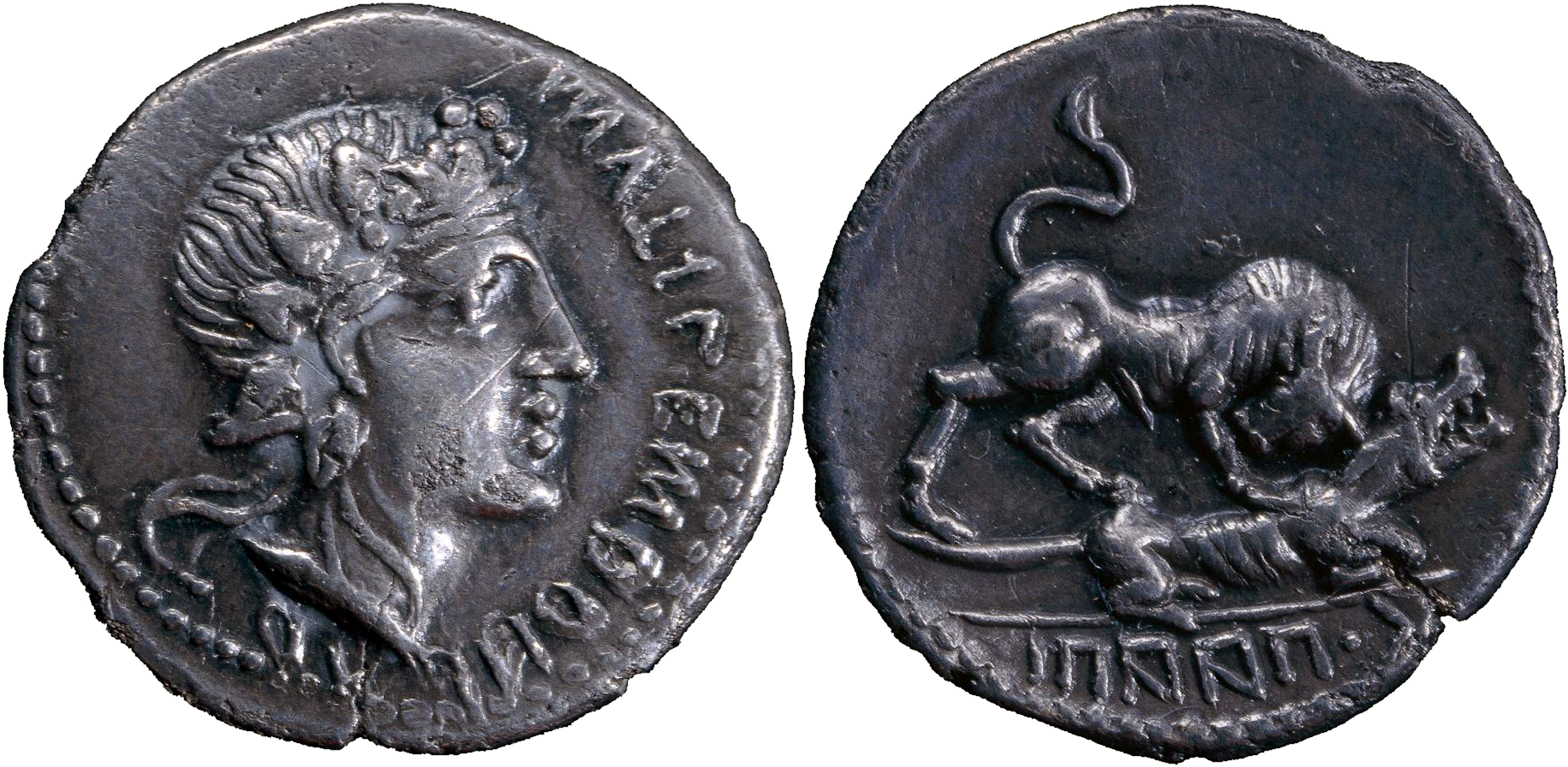
عملة معدنية منذ العام 90 ق.م تحمل صورة القائد غايوس بابيوس ميوتيلوس

خلال العصر الحديدي، حكم سامنيوم زعماءًا قبليين وأرستوقراطيين يقومون باستعراض جنائزهم للتباهي بثروتهم. في بداية القرنين الخامس والرابع قبل الميلاد، تطور النظام السياسي السامنيتي إلى منظمة تتركز في مستوطنات تحت قيادة حكام. كانت المستوطنات السامنيتية، أو «فيسي»، في بداية الطبقية الاجتماعية. عند تجمعهم على شكل كانتون يصبح اسمهم «باغي»، والتي كانت تحت قيادة مسؤول منتخب يعرف باسم «مديس». إذا اجتمت الباغي تتحول إلى تنظيم أكبر يحمل اسم «توتوس»، والتي كانت تشكل القبائل السامنيتية. كل توتو يحكمها مسؤول ينتخب سنويًا تفوض إليه صلاحيات عالية تنفيذية وقضائية اسمها «ميديكس توتيكوس» (باللاتينية:meddix tuticus).
الكيانات السياسية مثل المجالس والتجمعات ومجالس الشيوخ، مثل «كومبينيو»، يحتمل أنها وجدت في تاريخهم. كان الكومبينيو منظمة ديمقراطية في بوبمي، وقد وكلت إليه مهمة انتخاب المسؤولين، كذلك صياغة التشريعات وفرضهم. كانت مجالس الشيوخ موجودة في عواصم القبائل السامنيتية، مثل بوفيانوم، عاصمة البنتريين. لا يتضح فيما إذا كانت هذه المؤسسات الحكومية قد وجدت قبل الحملات الرومانية. على الرغم من كل هذه المؤسسات، كان المجتمع السامنيتي يحكم بشل أساسي عبر عوائل أرسطوقراطية مثل «البابي» و«الستاتي» و«الإنجاتي» و«الستاتي». كل قبيلة سامنيتية تعمل بشكل مستقل عن الأخرى. ولكن، وجدت الأحلاف، التي تشبه في تنظيمها للعصبة اللاتينية، بشكل اعتيادي بين القبائل. مثل هذه الأحلاف تكون في الأصل لأغراض عسكرية، وتقوم بتخويل أمورها رئيس الأركان مسؤولًا عن فرض قوانين الحلف. لكي يتمكن الحلف من تمرير أي تشريع، يجب على قادة الحلف من كل قبيلة أن يوافقوا مجتمعين على مشروع القانون قبل أن يُسن. نادرًا ماتتكون مثل هذه الأحلاف، وحتى إذا قررت بعض القبائل أن تتحد، قد ترفض قبائل أخرى أن تتحد معهم. الفرتناري هي أحد الأمثلة على القبائل الإيطالقية المتحالفة، ولكن، أهميتها بالنسبة للحلف قد يكون مبالغٌ فيه. أهمية القبائل السامنيتية في هذه المنظمة قد يكون مبالغًا فيه أيضًا؛ كان للمدن قوةً سياسيةً أكبر.
هذا النظام في الحكم قد حافظ على نفسه حتى بعد الحملة الرومانية على سامنيوم مع بعض التقليصات في القوة. بدأت التوتو والباغوس بالعمل بصورة جمهورية مصغرة، بين ما كان دور الفيكوس ثابتًا. التدخل الروماني الوحيد هو منح الميونيسيبوم صلاحيات أقوى من المؤسسات السابقة ومنحها صلاحية تغيرهم، بينما كان للبريفيكتوس سلطة ضئيلة على السامنيتيين.

### الجيش

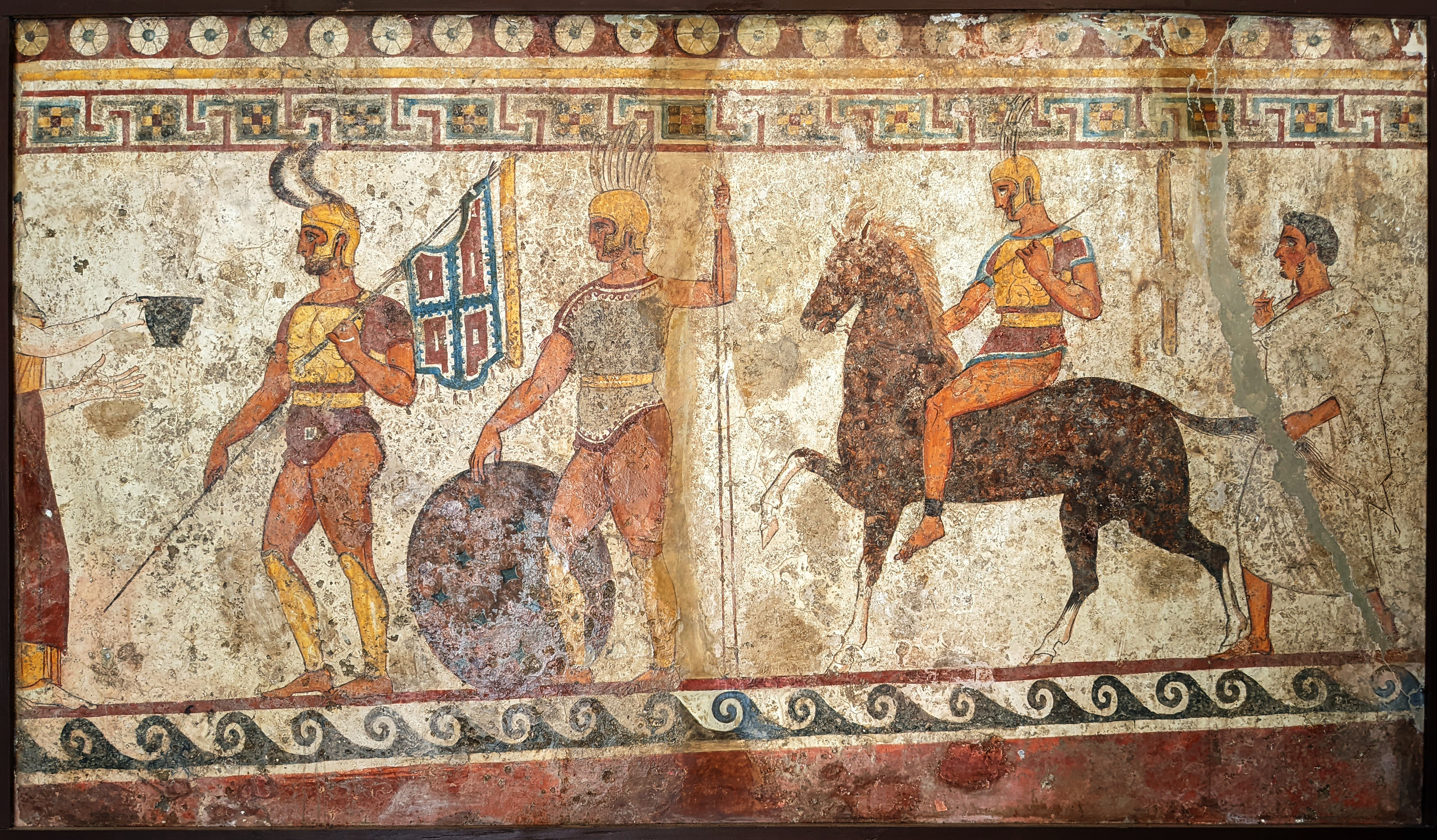
إفريز من القرن الرابع قبل الميلاد يُظهر جنودًا سامنيتيون

اعتقد المؤرخون الرومان بأن المجتمعات السامنيتية كانت عسكرية بشكل كبير. كانوا يخشون من الفرسان والمشاة السامنيتيون، وألقوا عليهم لقب «بيليغر سامنس» (باللاتينية: Belliger Samnis) وتعني «السامنيتيون المحاربون». لايتضح إذا كان ذلك التصوير دقيقًا إذ كانت معظم الشواهد الرومانية عن السامنيتيين قد كتبت بعد فناء هذه الحضارة. قد يكون هذا الصنيع لأغراض دعائية. في بدايات التاريخ السامنيتي، احتوى جيشهم على محاربين متدربين تحت قيادة زعماء محليين. الوصول للجيش (وللعدة العسكيرة) كان يعتمد بشكل أساسي على ثروة الفرد ومكانته، بينما كان الفقراء وأصحاب المكانات الصغيفة مجبرون على الأعمال الشاقة، مثل العمل في المزارع. كان الجنود السامنيتيون يتدربون في الميدان المثلثي في بومبي منذ سن صغير لمجمعوعة تعرف باسم «فيريا» (باللاتينية: Vereiia). تحورت الفيريا إلى مجتمع خدمة بعد الاحتلال الروماني. خلال الحروب السامنيتية، تطور الجيش حتى أصبح يشبه جيوش دول المدن الإغريقية. هذا النظام الجديد استعمل تشكيلة سلامية والهوبليت والمانيبال والكتائب المكونة من 400 رجل، مكونين بذلك جيشًا مرنًا بمافيه الكفاية للمحاربة على التضاريس الجبلية. بدأوا بتجنيد الرجال من الطبقات المتدنية، مما رفع عدد الجنود إلى عدة آلاف، لكن هؤولاء الجنود كانت مهارتهم أضعف ولم يتلقوا التدريب الكافي.
ذكر ليفي فيلقًا اسمه «ليغيو لنتياتا» (باللاتينية: Legio Linteata) («فيلق الكتان»)؛ هذا الفيلق استعمل معدات فاخرة للتفرقة بينهم وبين المحاربين السامنيتيين الآخرين. وفقًا لليفي، هذا الفيلق أخذ عهدًا بأن لا «ينسحبوا من أرض المعركة» أثناء تواجدهم في هيكل من الكتان. يعتقد العلماء بأن هذا الوصف قد استخدم لإظهار الفروقات بين الرومان «المتحضرين»، وأعداء روما البربريين. قد يكون ذلك محاولةً من ليفي لنقل تصور عن القوة التاريخية والدينية السامنيتية في صورة واحدة. بسبب توافق الأدلة الأثرية، يعلق بعض العلماء بأنه من «العجلة» أن يتم نقض القصة بالكامل.

#### الدروع

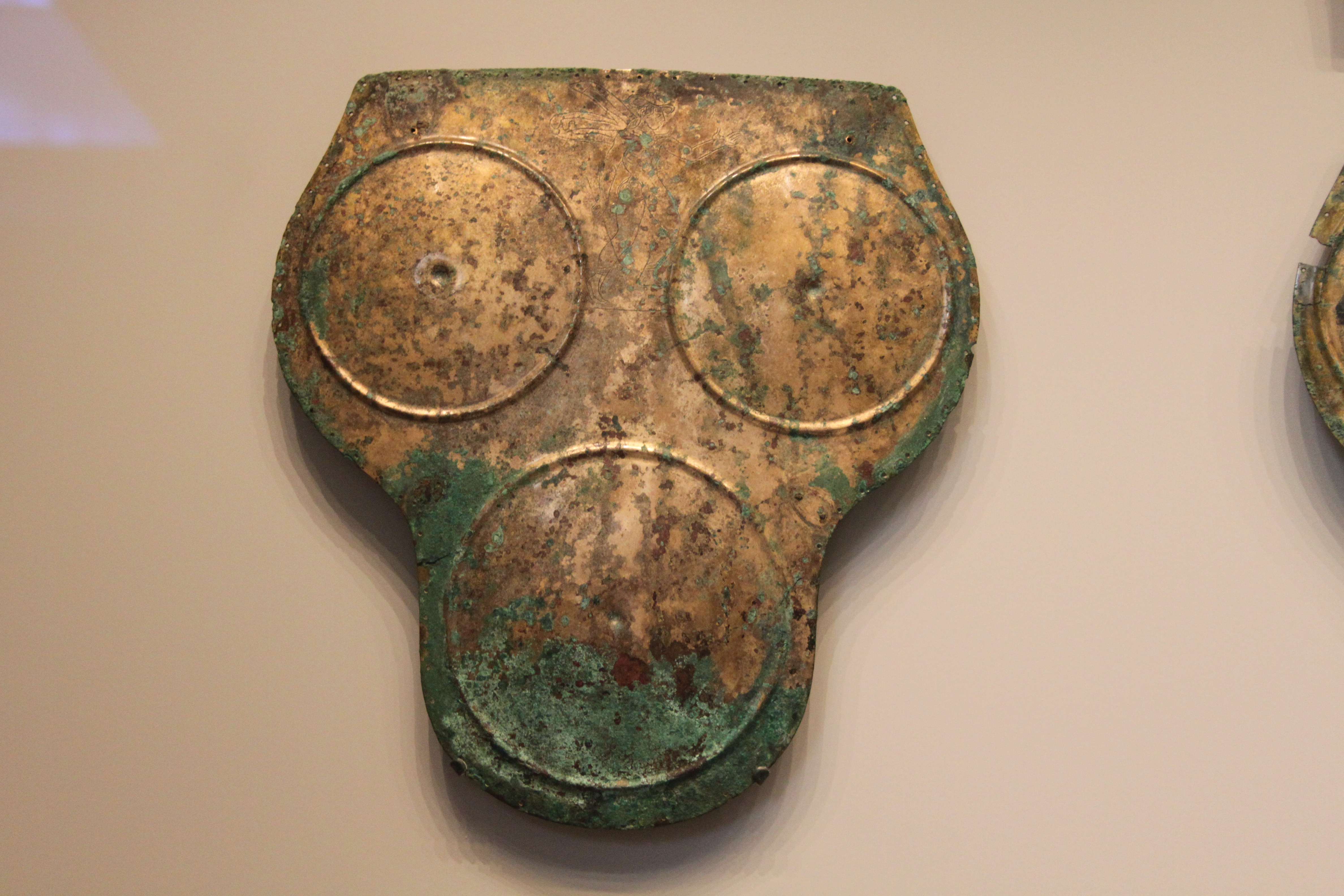
درع سامنيتي من البرونز. تعود هذه القطعة من العام 400 حتى 300 ق.م في جنوب إيطاليا

ارتدى الجنود السامنيتيون درع صدر صغيرٍ مكونًا من صفيحة معدنية واحدة. احتوى درع الصدر هذا، واسمه «كارديوفيلاكس» (لأمة) على أحزمة ملتفةً حول الكتف والصدر والظهر. على الرغم من أن اللأمة ثلاثية الصفيحة تغطي حماية أكبر، استمر الجنود في ارتداء هذه الدروع لأنها أصبحت رمزيةً لمكانتهم. وجدت ثلاثة أنواع مختلفة للدروع ثلاثية الصفيحة. أولها استعمل البرونز لملء الفراغات بين الصفائح المتطابقة. علقت الخواتيم الصغيرة على هذه المادة البرونزية، واستعملت الأحزمة الجانبية لتثبيت الدرع كاملا. شدت كذلك أحزمة الكتف في هذه الخواتم. استعمل النوع الثاني أطرافًا حول الدرع، بينما استعمل الدرع الثالث صفائحًا لتصوير شخصيات، مثل أثينا وديمون. جميع هذه الدروع تم تشكيلها بوضع صفيحة في الأسفل وحولها صفيحتين في الأعلى، مكونتًا بذلك شكل المثلث.
كانت الأحزمة العريضة المصنوعة من الجلد أو الذهب أو البرونز مستخدمة بكثرة في الدروع، وذات أهمية كبيرة للثقافة السامنيتية. كانوت في الغالب تستعمل من أجل حماية البطن. صنعت الأحزمة السامنيتية عبر تسخين سبائك القصدير إلى درجة حرارة 800 سلسية. بعد ذلك، يبدأ العمل على الحزام عند درجة حرارة تتراوح بين 600 و800 درجة سلسية. استعملت المطارق والسواحج لطحن الشرائح، مكونا بذلك مظهرًا مشابهًا للفضة. عند صناعة الحزام، يمت استعمال المعالجة الحرارية في الدورات المتكررة لزيادة مرونة المادة.
كانت الخوذ السامنيتية مستوحاة من المعدات العسكرية الإغريقة—استعملوا صفائح لحماية الخد، واحتوت على قمّةٍ وريشةٍ للتزين. كانت القمّة عادتًا مصنوعة عن طريق تثبيت ذيل حصان في قطعة معدنية موضوعة على الخوذة في الخلف. استخدم البرشام كذلك لتثبيت القمة في أعلى الخوذة. هنالك نوع آخر من القمة يكون دقيقًا وكثيفًا ومنتشرًا. كان استعمال القرون والريش التزينية شائعًا في القمم السامنيتية. ارتدى الجنود درع الساق عبر وضع أقدامهم على صخرةٍ بينما يقومون باختبار قياس الدرع وثباته. يصل طول هذا الدرع إلى الكاحل وعادتًا مايكون صناعةً شخصيةً ليكون مقاسه مناسبًا. قل ارتداء دروع الساق عند الجنود السامنيتيون، مما يعني أنهم استعملوها بشكل نادر خارج أدائهم للطقوس و«معارك تمثيلية.»

### الأسلحة

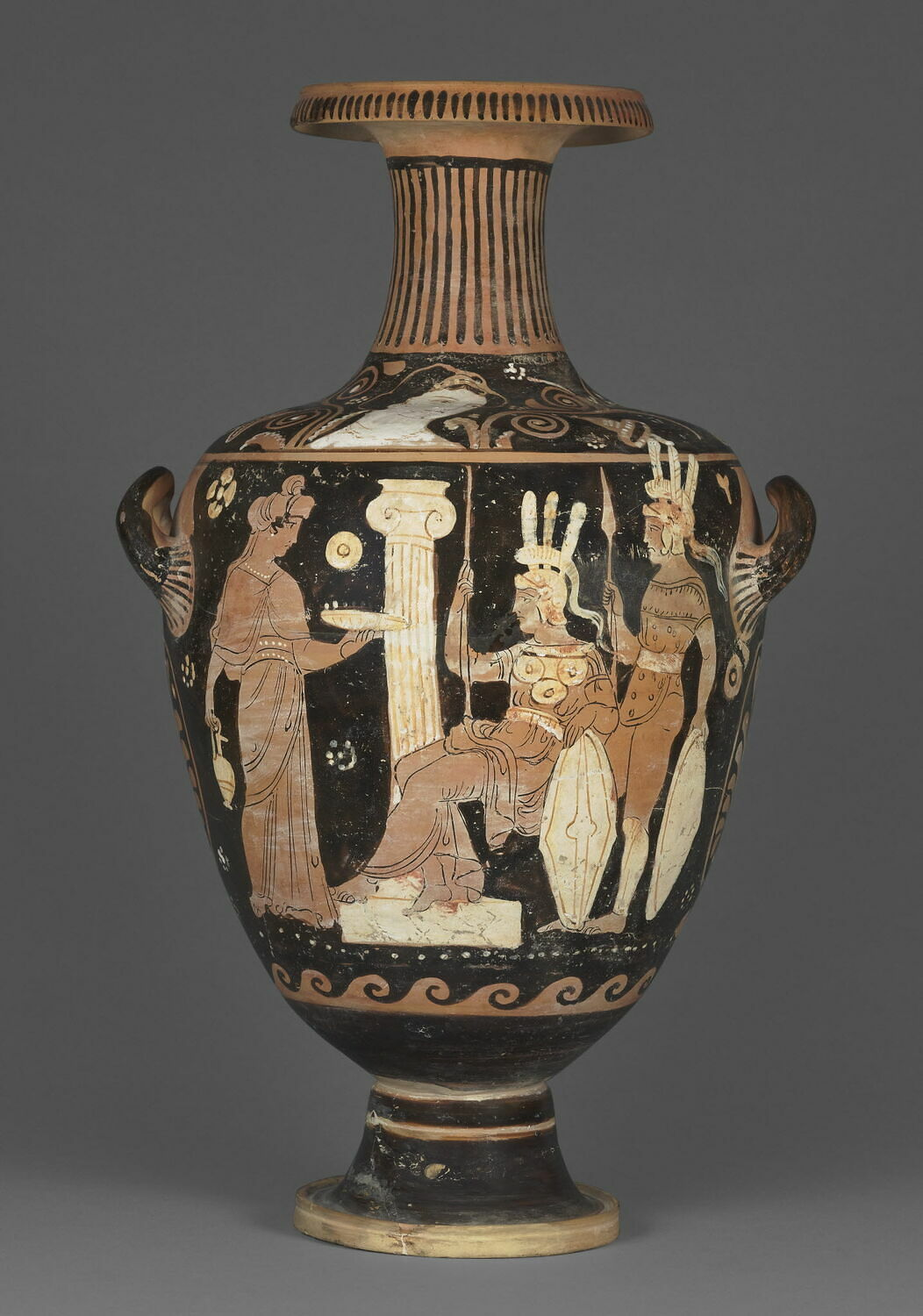
رسمة على فخار تصور محاربين سامنيتيين

استعمل السامنيتيون الأسلحة المقذوفة، مثل الرماح والمزراق بشكل كبير. كانت رؤوس الحربة مصنوعة من البرونز وقطع الحديد. كان نصل الرمح في الجزء الأعلى والجزء الأسفل من الرمح، والذي استعمل أنبوبًا لتثبيت نهاية العصا الخشبية. لتثبيت نصل الرمح، حفرت المسامير في الأنابيب. استعملت الأنابيب لوضع الرماح في رأسية برونزية، والذي يقوم بحماية العصا الخشبية. كانت الأسلحة المقذوفة مهمةً جدًا للتكتيكات السامنيتية، لدرجة أنه إذا نفذت ذخيرة الجندي، يبدأ برمي الحجر من على الأرض.
بجانب الرماح، تحارب الجنود باستعمال السيوف أو حتى الأيدي. أظهرت الرسومات على الفخار، والمجسمات مثل المحارب الكابسترانو، جنودًا سامنيتيون يستعملون سيوفًا مشابهةً لسيوف العصر البرونزي تسمى سيوف الأنتنا. ارتبطت أنواع أخرى من السيوف بالحضارة السامنيتية، وهيا السيوف القصيرة. حملت السيوف القصيرة باستعمال أحزمة مربوطة إما حول جسم المحارب أو مقبض السيف. صورت الرسومات السامنيتية جنودًا يمنحون سيوفًا في مارسيم دينية، ومحاربين متلهفين للحصول على هذه السيوف، مما يعني أن السيوف القصيرة كانت تحظى بمكانة كبيرة في المجتمع السامنيتي. كانت المقامع نادرة مقارنة بالرماح والمزارق، ومع ذلك تظل شائعة. احتوت على رأس حديدي غير مزين مثبت على مسكة، مرفوعة عليها باستعمال حفرة أو مقبس. قل ماتستخدم الفؤوس؛ ربما كانت في المقام الأول علامات على القوة.
وجدت القليل من الدلاءل الأثرية للدروع السامنيتية، لأن معظم محتويات الدروع تعرضت للتدمير. احتوت الرسومات السامنيتية بشكل كبير على صورًا لجنود سامنيتيين يحملون ترسا اسمه «اسبس». لحمل الترس، يجب استعمال شريطتين. شريطة مصنوعة من الجلد، مزينة بنمط، ممتدة بشكل رأسي في منتصف الترس. شريطة أخرى – تستعمل لكي تعطي قبضةً أقوى – تمتد بشكل أفقي قرب أطراف الترس. بجانب الترس الأسبس، من الممكن أن السامنيتيين استعملوا ترسًا نحاسيًا بيضاويًا مع أطراف حادة وزينة منحوتة. من الممكن أيضا أنهم استعملوا تروسًا من نوعية «سكوتا». قد يكون السكوتوم السامنيتي قد أثر على نظيره الروماني؛ ولكن، لايوجد دليل واضح على ذالك. صورت التحف السامنيتية جنودهم يحملون السكوتا؛ ولكن، قد يكون ذلك غنيمة من أعدائهم أو محاولة لتقليد الرسومات الإغريقية. ذكر ليفي أن التروس السامنيتية كانت عريضة بالقرب من الأكتاف والصدر، ولكن أنحف بالقرب من القدم. لا تظهر الدلائل الأثرية هذه الفكرة. من الممكن أن ليفي اشتبه بين معدات المُجالدين السامنيتيين والجنود السامنيتيين.

## الثقافة

### الديانة

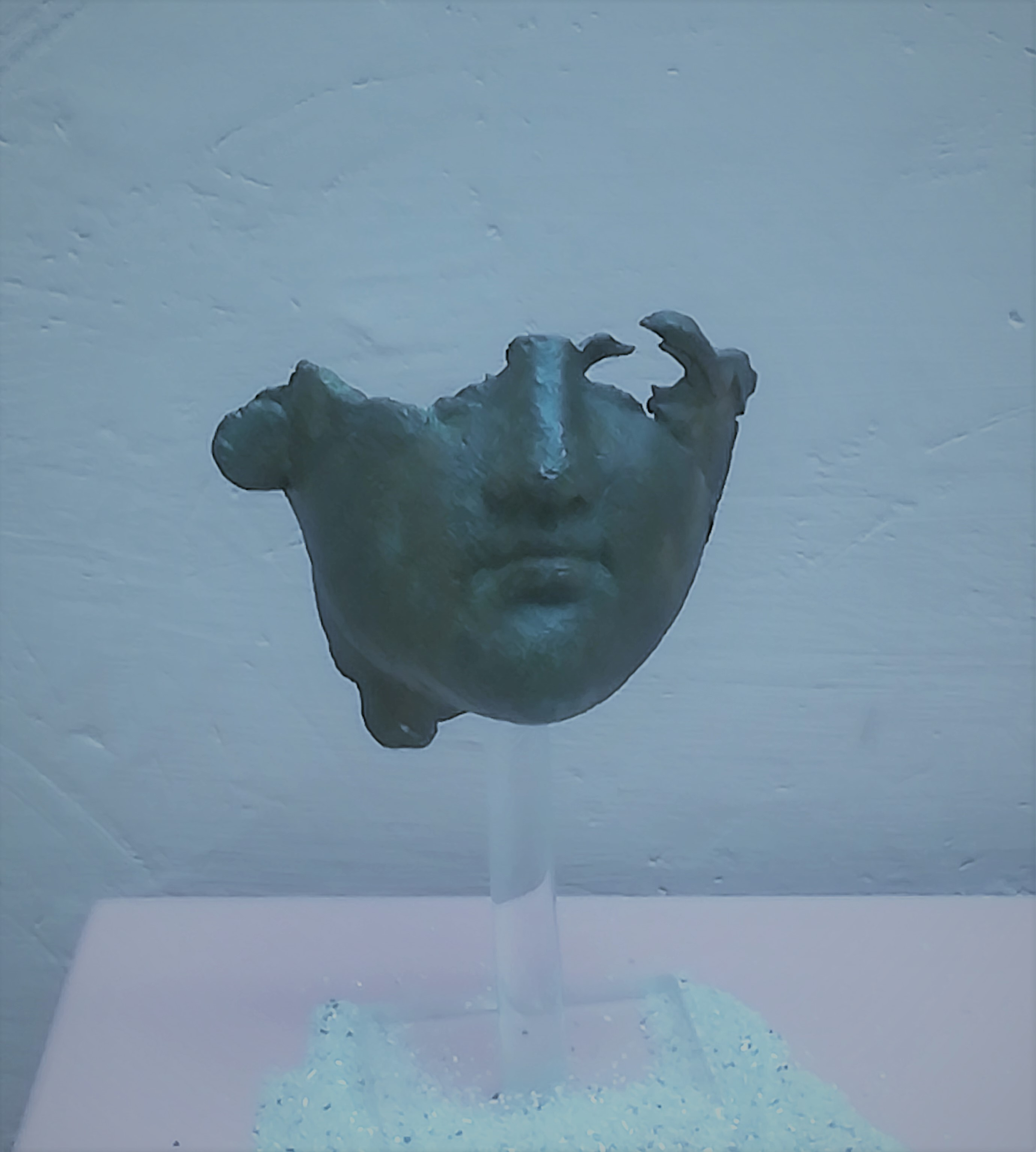
وجه ميفيتيس، آلهة سامنيتية

سادت الخرافات في الثقافة السامنيتية. اعتقدوا بأن السحر قادر على تغير الواقع ومارسوا الزجر. كانت «النومينا»، والذي يمكن تعريفها على أنها أرواح، سائدة في الأساطير السامنيتية. كان من المهم إنشاء علاقات جيدة مع هذه الأرواح، والتي تطورت حتى أصبحت آلهة السامنيتيين. القليل من هذه الآلهة معروفة اليوم. من المعلوم أن آلهة مثل فولكانوس وديانا وميفيتيس كانوا جميعًا معبودين، وكان مارس الأبرز بينهم في الديانة السامنيتية. قدمت النذور والقرابين إلى الآلهة لتعظيمهم. في طقس عرف باسم «فير ساكروم»، يتم تقديم كل ما انتج في تلك السنة للآلهة. قد يكون ليفي اخترع اوصافًا لهذه الطقوس من أجل الدعاية.
غالبًا ماكان على المقابر السامنيتية مجسمات. على سبيل المثال، احتوت قبور الأثرياء على تماثيل وشواهد. هذه المجسمات تصور مستوى الثراء والمكانة لحياة هذا الفرد. يجب القيام ببعض المراسيم من أجل دفن الميت بشكل مقبول. في الغالب كان الدفن علامة على مقام الميت في المجتمع إذ كان الدفن نادرًا، على الرغم من اعتقاد السامنيت بوجود الحياة الآخرة.
كانت الأحرام مهمةً في الديانة السامنيتية. كان لهذه الأحرام العديد من الأغراض، منها: أخذ المال من طرق المواشي المسومية، وترسيم الحدود، وكونها مركزًا للتواصل، ومكانًا للعبادة، ولعبت كذلك دورًا في الحكومة. عبر السنين، أصبح دور الأحرام ضعيفًا في الثقافة السامنيتية، وهجرت تمامًا بعد ذلك.

### الأدوار في المجتمع
كان للمرأة السامنيتية دورين رئيسين: محلي واحتفالي. كانت المرأة تعمل على الحباكة، والذي في الغالب لعب دورًا مهمًا في الاقتصاد. كان النساء يمارسن السلطة السياسية بشكل طفيف عبر السمبوزيوم، وهي نوع مشابه للولائم الإغريقية أو الإترورية. شملت مسؤولياتهن تعليم الفتيات كيفية الرقص وتربية الأطفال، ومن الممكن أيضًا، الاعتناء بشؤون الأسرة. العلاقة بين الزوجات السامنيتيات وأزواجهن غير واضحة. مشاهد إراقة الشراب قد تكون دلالة على وجوب كون الزوجة مسؤولة ووفيةً لزوجها. كان من المتوقع أن تكون المرأة منضبطةً—تذمر هوراس في قصائده بسبب فقدان النساء لهذه الصفات. من الممكن أن ذلك كان لأنه وضع توقعاته للنساء بناءًا على تقاليد السمانيتيين. توجد أحتمالية بأن النساء كانوا قادرين على جمع ثروة كبيرة. ولكن، قد لا يكونوا قادرين إلى على إظهار ثروة أزواجهن. تظهر التحف وقطع الفخار النساء السامنيتيات يمارسن طقوسًا أو أنهم بالقرب من مذابح وبحوزتهن نذور. هذه الطقوس عادتًا تشمل نساءًا يعظمن أزواجهن عبر تقديمهن النبيذ أو بالصلاة لهم قبل خروجهم للقتال.
ذكر الجغرافي إسطرابون أن السامنيتيين كانوا يقومون بجمع أفضل عشر عَذْرَوات وأفضل عشر فتيان، ويقومون بتزويجهم. بهذا التسلسل، يتم تزويج المرأة الثانية من حيث الأفضلية بالرجل الموافق لها في المكانة. يستمر ذلك حتى يتم اقتران العشرين جميعًا. من المحتمل أن «الأفضل» يتم اختيارهم بناءًا على القدرات البدنية والرياضية. إذا تصرف أي من المنتخبين بشكل سيء، يتم استبدالهم واجبارهم على الابتعاد عن أهلهم.
فَرَض المجتمع السامنيتي التفرقة بين الرجال، والذين قدر لهم أن يكونوا محاربين، والنساء، اللواتي قدر لهن أ، يكونوا «مرتدين للجواهر». وصف المؤرخين القدماء السامنيتيين بأنهم يميلون إلى الحروب؛ ولكن في الغالب، كل تلك الأوصاف ليست إلا دعاية ضدهم. عادتًا مايصور الفخار الكمباني محاربين سامنيتيين وفرسان يتقاتلون، بينما يميل الفخار الأبولي على تصوريهم في حالات أخرى. الفخار من الثقافات المشابهة تصور رجالًا مسلحين يقومون بمهام أخرى، مثل دفن الميت والزواج. الفروقات بين قبور الرجال والنساء تدعم هذه النظرية. يدفن الرجال مع أسلحتهم ودرعهم، بينما تدفن المرأة مع سلع أخرى مثل المغازل والمجوهرات. عادتًا ما يدفن مع الفتيات اللفائف والقلادات والخرز والملابس والمغازل ودبابيس الزينة من نوع فيبيولا يشبه الذي يرتديه الصبيان، مما يضع احتمالية بأن الأنوثة قد ارتبطت بعمر الشباب في الثقافة السامنيتية. ارتدى الرجال فيبيولاي أصغر وأقل دقتًا، مما يدفع إلى الاحتمال بأن هوية الذكر قد ارتبطت بالنضج. أظهرت الهياكل العظمية للرجال فرقًا في الإصابات مقارنةً بالنساء. احتوت هياكل الرجال العظمية التي عثر عليها بالقرب من بونتيكاغنانو فايانو على إصابة في الرأس بنسبة 13%، بينما 8% من هياكل النساء العظمية احتوت على هذه الإصابات. مجتمع آخر في ألفدينا احتوت هياكل الرجال العظمية فيه نسبة مماثلة لهذه الإصابة. يظهر ذلك بأن الرجال السامنيتييون افترض منهم أن يشاركوا في القتال، على عكس النساء.
ولكن، كمية كبيرة من القبور لم تدفن مع القطع المرتبطة بجنسهم. دفن الرجال السامنيتيون مع سلع مرتبطة بالنساء، وقليل من النساء السامنيتيات دفنوا مع سلع مرتبطة بالرجال. 3% فقط من الرجال في كامبو كونسولينو دفنوا مع السلع المرتبطة بجنسهم، في المقابل امرأة واحدة لكل 5 نساء دفنت مع سلاح. عثر على قبور رجال دفنوا مع سلع محلية. يمكن تفسير ذلك، إذ لم تكن هذه السلع مرتبطة بمسؤوليات الشخص نفسه في الحياة، ولكن في المقابل كانت قرابين للميت. ندرة بعض المنتجات والسلع قد تكون إشارة إلى خصوصيتها لأفراد ذوي مكانة إجتماعية رفيعة. على سبيل المثال، الفرق في المجوهرات بين قبور المراهقات والشّابّات قد يكون شكلا من الطب الوقائي؛ قد يكون ذلك الصنيع لحمايتهم أثناء الولادة.
تحاليل الهياكل العظمية أظهرت أن الهياكل العظمية لكلا الجنسين احتوت على كسور وآفات وإصابات، علمًا بأن هياكل الرجال احتوت على ذلك بشكل أكبر. هذا الفرق قد يفسر بسبب العثور على عظام رجالٍ أكثر مقارنة بالنساء. هياكل عظمية أخرى أظهرت تشابهًا بين حياة الرجال والنساء. إذ احتوت الهياكل العظمية من الطرفين على أسنان سليمة، مما يعني أن الطرفين مارسوا حمية صحية تحوي كمية قليلة من سكريات. صورت الرسومات مجموعةً من النساء والرجال يعظمون أمواتًا من الطرفين، مما يعني أن الرجال والنساء السامنيتيين يتلقون التعظيم نفسه بعد الموت. قد يكون دور الجنسين في المجتمع مختلفًا، ولكن كانت لهم أدوارًا بنفس الأهمية. احتمالية أخرى هيا أن لسامنيتيين نوعين من الجنس، واحدٌ وهو الذكور البالغين، والآخر، وهو باقي أفراد المجتمع.

### الفن

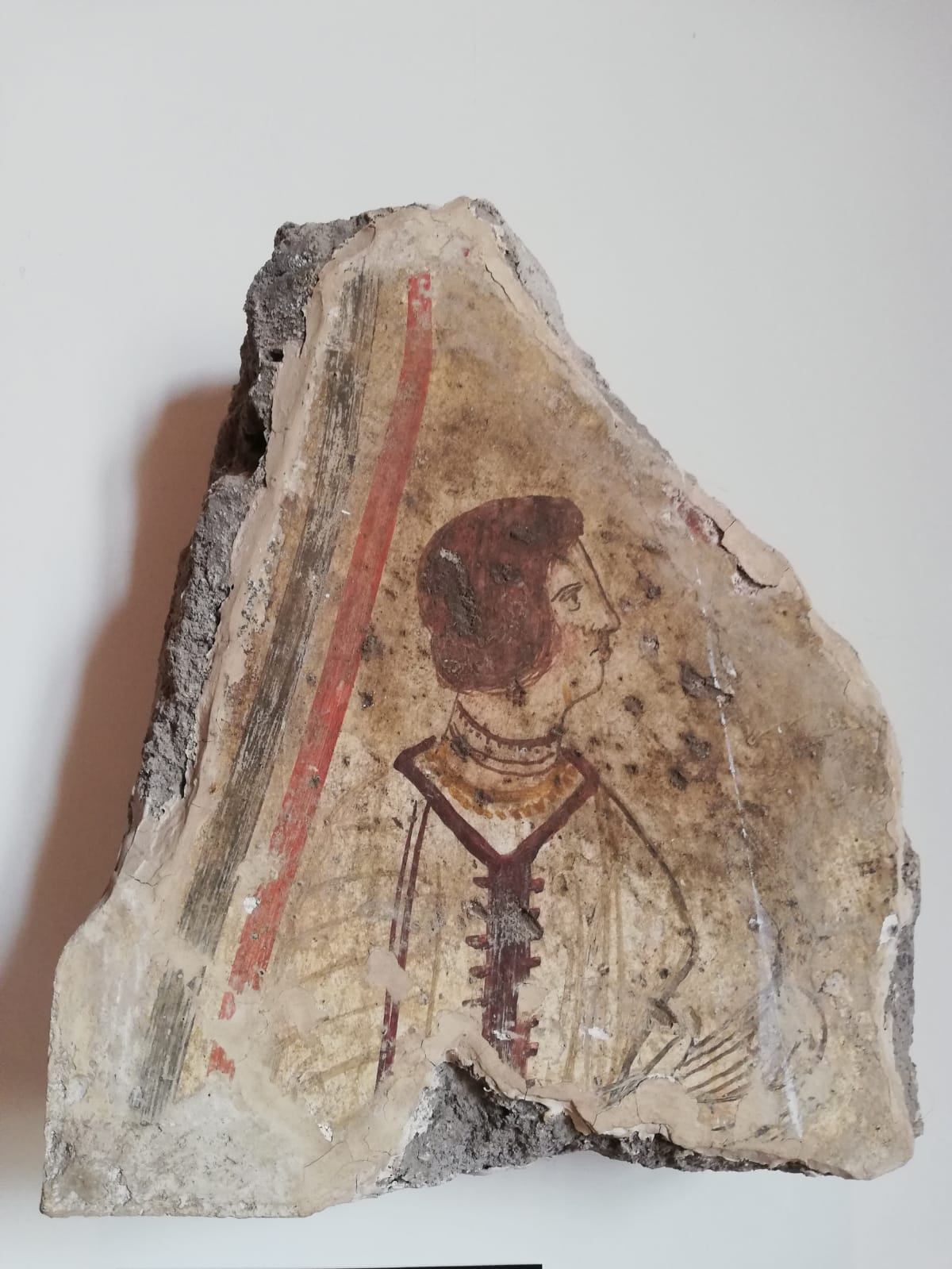
قصاصة لقطعة فنية سامنيتية من موزيو كمبانو

أول نوع من أساليب الفن المطبقة التي استعملها السامنيتيين في بومبي تطورت عندما قام الرسامون اليونانيون بالسفر إلى إيطاليا للرسم للأرستقراطيين في المنطقة. استلهموا خصائصًا من اليونانيون والإتروريون وفنون إيطالقية أخرى. مثلا، استعمال الأحجام غير الواقعية وتصوير مكانة الفرد حسب ثيابه والتعليق وسرد القصص المجزءة والتصويرات التاريخية جميعها مستوردة من ثقافات أخرى.
احتوت الرسومات السامنيتية على لوحاتٍ جدارية ورسومات متعددة الألوان. أغلب اللوحات الجدارية استخدمت أرضية أسمنتية حمراء أو سوداء محددة بتصاميم تجري بين التيسيراي (المكعب المستخدم في صناعة الفسيفساء). يوجد نوعين من التيسيراي: شبيه الدودة أو «مكيولاتوم» والمنسوج أو «أوبوس تيسيلاتوم». يتشكل «مكيولاتوم» بوضح قطع الرخام والطين النضيج على أرضية الفسيفساء. تصميم «أوبوس تيسيلاتوم» استعمل التيسيراي لتكوين مظهرًا شبيهًا بالقطعة المحيوكة. كان الفن السامنيتي متعدد الألوان، وعادتًا مايجسد الأساطير والمحاربين ويكون متعلقًا بالمواضيع اليونانية. اللاوحات الجدارية المكتشفة في بومبي صمموا لتكوين حسٍ مثالي.
بجانب اللوحات الجدارية، أعمال أخرى للسامنيتيين بقيت موجودة حتى يومنا الحالي. على جدران الأحرام في بييترابوندانتي توجد نقوش لشخصية مجهولة قد تكون لأطلس. عمل آخر قد يكون سامنيتي أو روماني الأصل في إزرنية تصور محاربين مرتدين خوذًا. أحد أمثلة الفن التشخيصي السامنيتي قد يكون محارب كابسترانو. لكن التمثال عثر عليه في أراضٍ تابعةٍ للفستيني، وقد صور محاربًا بيستينيًا.

### الثياب

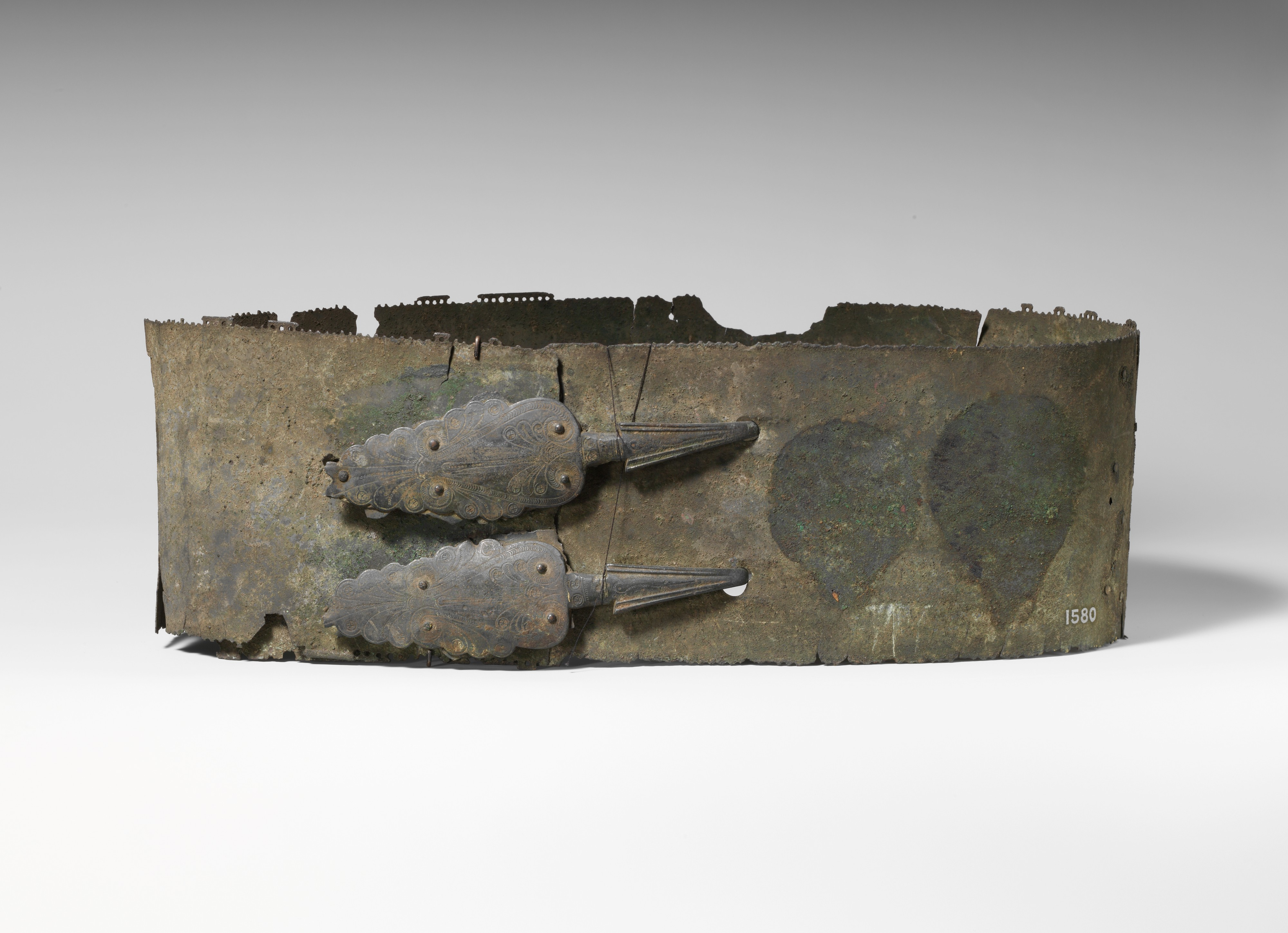
حزام سامنيتي مصنوع من البرونز

كانت معظم الثياب السامنيتية فضفاضة وثابتتًا وملفوفةً ومصفوطة، ولم تكن مغرزةً أو منسوجةً. كان للثياب أغراضًا دلاليةً ودينية في الثقافة السامنيتية. مثلا، صورت الثياب مكانة الفرد في المجتمع، وكان الخيتون يستخدم عادة في الاحتفالات. أغلى أنواع الثياب هي البرونز المربوط أو الحزام الجلدي المطلي بالبرونز.
ارتدى الرجال الخواتم وتمائم على شكل رأس ثعبان والياقة. كانت الياقة محفورة بحفر تثبت بواسطتها التمائم والمعلقات، ومحفورة بزينة منقوشة. تهدى الياقة للرجل في صباه، ولتزال أبدًا. كانت جلود الدببة كذلك ملابسًا شائعة.
كانت ملابس النساء شبيهةً بالملابس اليونانية. ارتدى النساء ببيلوسًا طويلًا بلا أكمام وقبعات شبيهة بالقلنسوة اللبدية والخيتون والأحزمة المزينة والشاتلين. كان للشاتلين جزءًا أوسطا مكونًا من الحلقات المعدنية الملتوية المصنوعةً من الصفائح الحديدية المثقبة. جزء أساسي من ثياب النساء السامنيتيات هي الكسوة الطويلة التي تصل إلى الأرض. ارتديت هذه الكسوة بجانب الأردية الملونة التي كانت تربط أسفل الذقن، وتثبت باستعمال دبابيس الزينة. كانت الأردية السامنيتية تغطي كامل الصدر والأذرعة والأرجل، ولكن القلائد والمعلقات تبقى ظاهرة، لأن خط عنق الرداء لا يلمس الأكتاف. ارتدى النساء كذلك نوعًا آخرًا من الأردية تشبه المعطف. هذا المعطف احتوى على كم، يغلق من الأمام، له قَصّة خط عنق قصيرة، وتلم الجسد بشكل محكم، مغطيًا معظمه عبر الصفط. الجزء الأمامي من المعطف يصل قليلًا أسفل الخصر، بالقرب من المكان الذي يحتفظ فيه. تأثرت التنانير السامنيتية بشكل كبير من الأزياء الإغريقية. كانوا يتغطون بشملة عادتًا ماتغطي الورك كذلك، أو بيتغطون بالسجف. كان النساء يرتدين أغطيةً للرأس مصنوعةً من قطعة مصفوطة من القماش. أحد الإشارات إلى هذا الغطاء صورها بأنها بطول الحجاب الذي يلتف ويمر حول الرأس. قطعة فنية أخرى تصور النساء السامنيتيات يرتدين شبكة شعر تحت غطاء أسطواني مخطط باللونين الأبيض والأحمر. كانت بعض الثياب ترتدى من النساء والرجال. الأحزمة البيضاء والحمراء والسوداء المغطا بتمائم مربوطةً باستعمال الخطاطيف لربط الأقمشة والجلود في الحفر كانت تردتدى من النساء والرجال. كان من الشائع في سامنيوم القديمة ألا يرتدي الرجال والنساء الأحذية. وعلى الرغم من ذلك، توفرت العديد من أنواع الأحذية. كانت بعض الأحذية قصيرة، وبعضها يصل إلى الكاحل، والبعض يحوي على حفرةً في مقدمته. نوع آخر استعمل طرفًا علويًا مبرزًا ويصل طولها إلى أعلى الكاحل. لم تتعدد تصاميم الأحذية بشكل كبير بين النساء والرجال، إلا لتصاميم الجزمة. كانت جزم النساء تصل إلى الكاحل، بينما كانت جزم الرجال أطول. لتأمين رباط الحذاء، استعملت الأزرار البيضاء أو الخطوط المدببة أو الملتوية أو القصيرة التي تمر بها خيوط الربط بشكل طولي. احتوت النعل السامنيتية على أرضية بيضاء واستخدمت الأحزمة لكي تربط. أنواع من النعل تركت الأقدام مكشوفة، بينما غطيت القدم في بعض الأنواع باستعمال الجوارب. قد تكون الجوارب موجودة منذ عهد سامنيوم القديمة. إذا لم تكن موجودة، من الممكن أن بديلًا آخرًا قد استعمل، مثلًا قطعةً من القماش الرقيق بدل الجوارب.
صورت قطع الفخار الإيطالقية ورسوم القبور السامنيتية محاربين سامنيتيين يرتدون غلالة. كانت في الغالب مصنوعة من قطعة قماش واحدة ومزينةً بتمائم سوداء أو بيضاء موضوعةً دائمًا تقريبًا على الأكمام، ونادرًا في الجزء السفلي من الغلالة. كانت التمائم الشائعة على شكل خطوطٍ أو دوائر. شدت الغلالة بشكل محكم عبر ربط حزام جلدي في منتصف الجسم.
وصف ليفي الجنود السامنيتيون بأنهم يرتدون نوعين من الملابس. الأول يشار إليه بأنه متعدد الألوان، والمقصود بأن ثيابهم احتوت على ألوانٍ مختلفة. هذه الثياب قد تكون صممة لتكوين مظهرٍ يشبه الحربائيات. قد يكون ذلك صنيعًا من ليفي لجلب أفكار من إينياس، والذي تحالف من قَبلُ مع محاربٍ اسمه «استير»، كان قد استعمل ثيابًا وأسلحةً متعددة الألوان. أو قد يكون ذلك عملًا لإظهار كفاءة السامنيتيين على أن يكونوا أعداءًا لروما. هذه ليست الاحتمالات الوحيدة—ربما كان ذلك إشارةً من ليفي لعمل أفلاطون «جمهورية»، والذي قارن الجمهوريات بملابس متعددة الألوان. كذلك، تعدد الألوان في الملابس قد يكون علامةً على الثروة. المجموعة الأخرى من السامنيتيين استعملوا ملابسًا وأسلحةً من الفضة.

### الترفيه

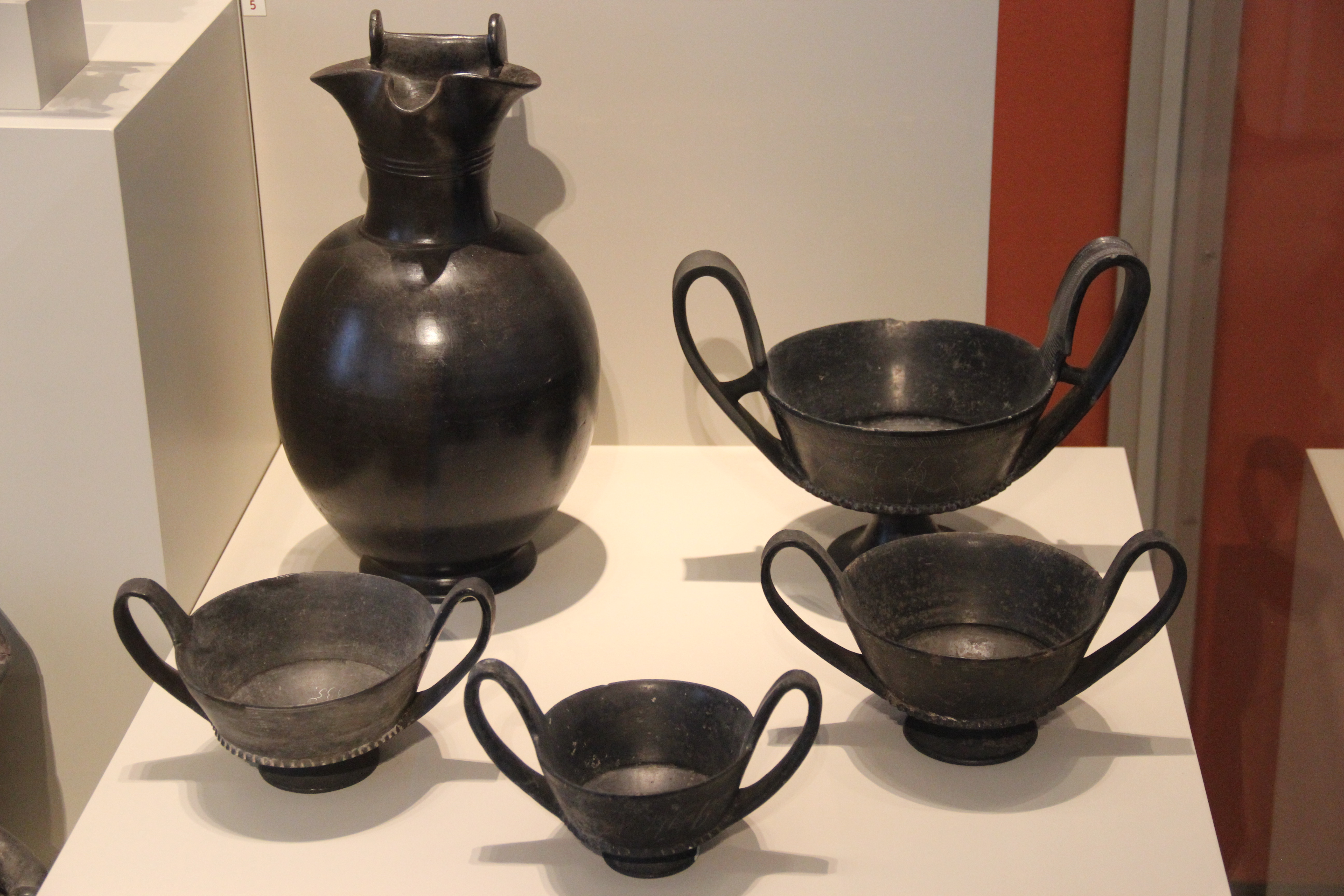
بوكيرو إتروري. استخدم السامنيتيون هذه النوعية من الأوعية

كان الأكل والشرب جزءًا مهمًا لحياة الفرد السامنيتي. عملت كوسيلة للترفيه، ولبناء الشبكات الإجتماعية، ولمناقشة أمور السياسة والعمال. أثناء الأكل، يقوم المستضيف بتوزيع الطعام على الضيوف. كان من النادر أن يُقدم النبيذ للرجال البالغين، ولكن وجدت فئات أخرى من المجتمع تستهلكه. استعملت الولائم حاويات كبيرة أو أوعية مزج وأوعية تقديم وقطعًا صغيرةً لاستهلاك الفردي. كانت الحاويات الكبيرة في العادة امفوراي أو كراتير. كانت أوعية التقديم عادًتا مغرفةً أو إبريقًا. الأوعية الصغيرة كانت الأكواب والكؤوس والكيليكس والكنثوراي. شاع استيراد هذه المنتجات، على سبيل المثال، كان البوكيرو في الغالب مستوردًا من إتروريا.
ألعاب المُجالد قد يكون مصدرها من سامنيوم. ذكر المؤرخون الرومان والإغريق أمثال ليفي وسترابو وهوراس وأثينايوس وسيليوس إيتاليكوس أن الأرستقراطيين الكمبانيين يقومون باستضافة ألعاب المجالد في ولائمهم. من الممكن أن يكون أصل المجالد السامنيتي من هذه الألعاب الأوسكانية والسامنيتية. ولكن، الدليل على ذلك غير محسوم. يعتقد علماء آخرون بأن ألعاب المجالد مصدرها إتروريا أو القِلطيون أو مدينة مانتينيا. الكلمة «لانيستا» (باللاتينية: lanista) قد تشير إلى ارتباطٍ بين ألعاب المجالد والإتروريين. على الرغم من أن المجالدين القدماء أطلق عليهم اسم سامنيتيون، الكلمة لانيستا قد لايكون لها أي ارتباط بالإتروريون. الرسومات من كمبانية تصور سامنيتيين في ألعاب المجالد. واحدة من الرسومات تصور مجالدًا ميتًا اخترق رأسه بواسطة رُمح. هذا الأمر يشير على أن السامنيتيون لم يترفعوا عن استعمال الأسالبيب الوحشية. تظهر الرسومات كذلك ألعاب مجالدٍ كبيرة مع سباق للخيل وتقديمًا للولائم، مما يشير إلى أن ألعاب المجالد السامنيتية كانت مهيبتًا ولأغراضٍ ترفيهية. في الجانب الآخر، هذه الألعاب قد يتم اقامتها في الجنائز. عادتًا مايتم تصوير الألعاب على أنها تقام بالقرب من الجنائز، مع تواجد الرّمّان في الخلفية، وهي علامة على الحياة الآخرة. صور المحاربين في هذه الألعاب الجنائزية يرتدون دروعًا ملوّنة. كانت سباقات الخيول والصيد باسعمال الأسلحة المقذوفة كلها فعاليات ترفيهية لدى الرجال السامنيتييون. في بومبي، الحمّامات القديمة قد بنيت أثناء حكم السامنيتيون للمدينة.

### المدن والهندسة

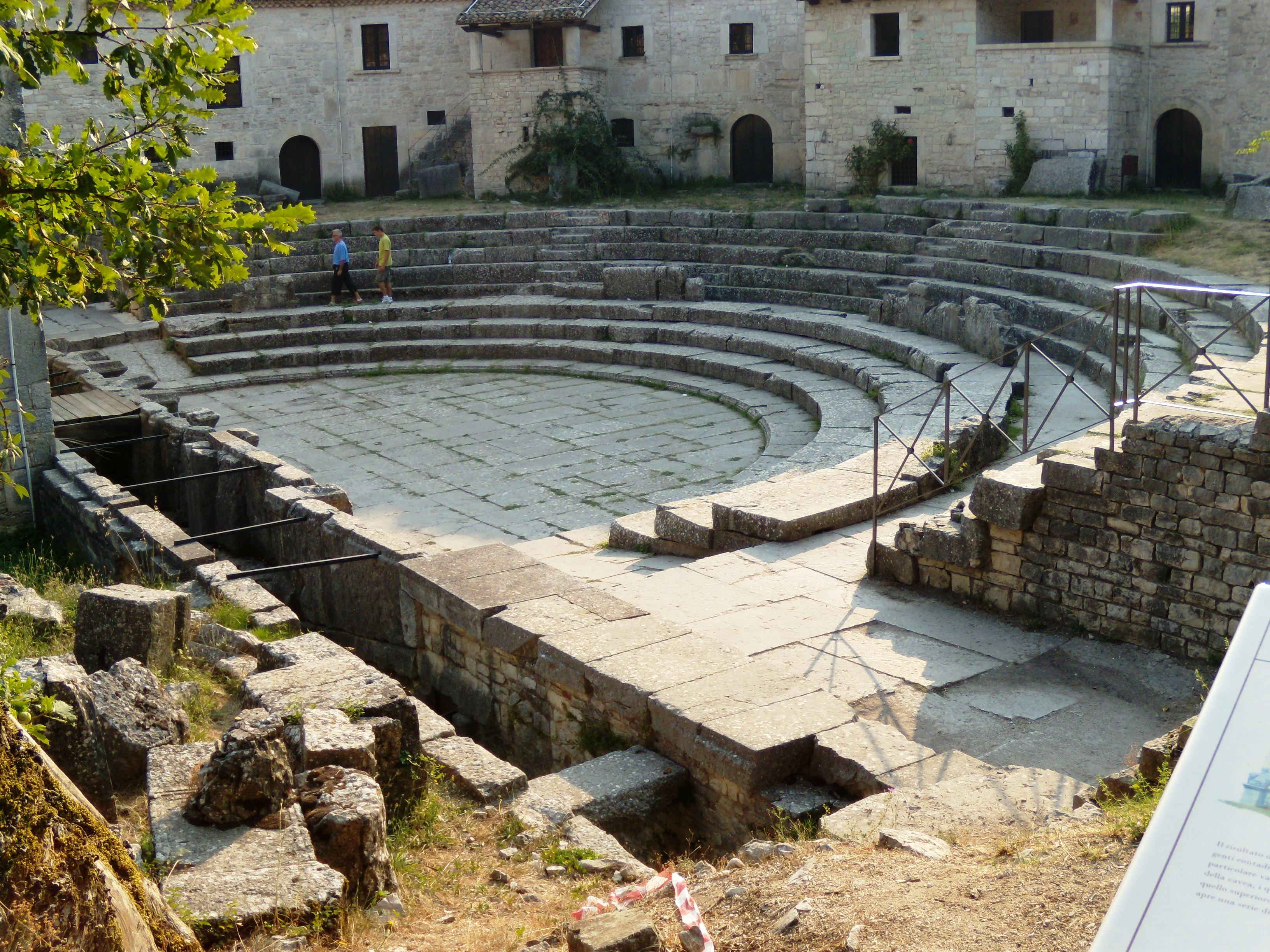
مسرح سايبينوم

منذ العصور البرونزية حتى العصر الحديدي، تزايد عدد المستوطنات السامنيتية بشكل كبير. معظم هذه المستوطنات كانت صغيرة، والأغلب منهم يعيشون في قُرّيات ويعملون للحصول على لقمة العيش. هذه المستوطنات الصغيرة تشكلت حول مستوطنات أكبر، أمثال سايبينوم وكاياتيا. لم تكن المدن السامنيتية كبيرة مقارنةً بسائر المدن في إيطاليا. لم تكن في الغالب منظمة، وافتقرت إلى المراكز الحضارية. استخدمت الطرق واسمها «تراتوري» (باللاتينية: tratturi) لربط المراعي الصيفية بالمعابر الشتائية. احتوت المدن السامنيتية بجانب الطرق معابدًا ومجمعات لتقديم الطعام وبيوتًا وأحرامًا. لم يكن في مدنهم مبانيًا تشبه المنتدى أو الأغورا، ماعدا مدينة بومبي، والتي احتوت على منتدى صغير بتصميم غير اعتيادي وتابرناي.
بدأت المدن السامنيتية بتطوير الجدران والوسائل الدفاعية الأخرى أثناء الحروب السامنيتية. كانت الجدران عادتًا خشنةً وبسيطة، تقع عادتًا على قمة التلة بلا تحصينات قربها. يوحي ذلك بأنها بنيت لتمكين المدافعين من الانسحاب وإعادة تنظيم الصفوف، بدلًا من محاولة حماية المدينة. كانت بوابة المدينة شديدة التحصين في الجانب الأيسر، من دون الجانب الأيمن. وذلك لإجبار الجنود على مهاجمة الجانب الآخر من المدينة الذي لايحملون فيه تروسهم.
حصون التلة المطوقة قد تكون شكلًا شائعًا من التحصين، أو هيئة مستوطنة تعبر عن حقبة تحول من مجتمع ريفي إلى مجتمع متحضر. لا يتضح إن كانت حصون التلة هذه مركز دفاعٍ دائم إذ قد تكون مسكونتًا مبدئيًا لفترة زمنية قصيرة. اقترح العلماء غرضا آخرا محتمل لحصون التلة السامنيتية. قد يكون لها دورًا في الحكومة. الحصون قد تكون مستعملة لإرسال الإشارات باستخدام النار.

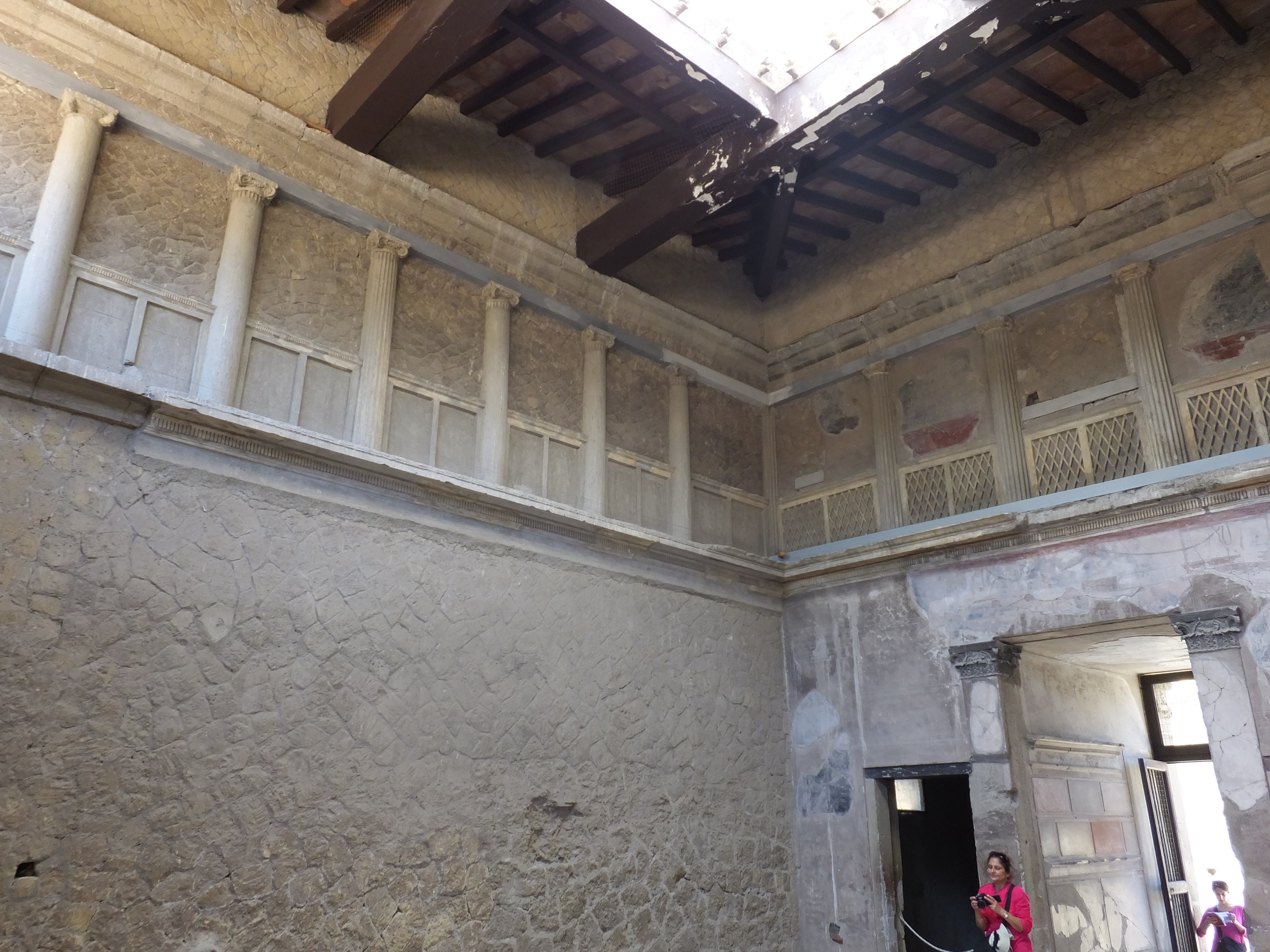
بيت سامنيتي في هركولانيوم

العمارة السامنيتية في بومبي أو هركولانيوم عادتًا ماتأخذ شكلها من نظيرها الإغريقي. على سبيل المثال، البالايسترا والعَمَد والستوَّى والأعمدة كلها مأخوذة من العمارة الإغريقية. وأخذوا كذلك أساليبًا من الإتروريين، مثل قسم الألواح الحجرية إلى قطعٍ طويلة ونحيفة بدلا من صفها. البالايسترا السامنيتية في بومبي مكونة من فناء مستطيل الشكل محاط برواق وأعمدة دورية مصنوعة من التوفا. يقع الفناء المعمد على غرب الباليسترا. تشبه هذه المباني في تصميمها البالايسترا الإغريقية، وفي الغالب كانت إما جيمناسيون أو مقرًا لأغراض دينية أو حرمًا جامعيًا. بنيت البيوت على أساسات يعلوها كتل أصغر من الصخر المصفوف. من أجل رفع الأساسات، توضع الوزرة والألواح الحجرية في الأفواج. يجب وضع كتل من الصخر بجانب الجدران الأساسية. تصنع الجدران عادتا من الإثلب. قد يتم تقش الإثلب لتكوين شكلٍ مشابهٍ للطوب بدلا من شكل الإثلب. يتم نشر طبقات القصارة مع تلك العملية. تستعمل القصارة لصناعة الإفريزة. يتم ذلك عبر وضع الخضاب على القصارة بينما لاتزال رطبةً. عادتًا مايتم طلاء مادةً إنشائيةً أخرى تدعى اللاقونة، لتشكيل صورةِ بيتٍ مغطى بالرخام. كان الأرتيوم أحد خصائص البيوت السامنيتية. استعملوا برك جمع المياه واللوجي والمقدس. واجهات المباني المؤلفة من الطفّة والفناء المعمد والدنطيل والشّرف المدعومة بتيجان العواميد المكعبة، والتي شكلت الجزء الأعلى من العامود، واحتوت على تميثيلات جميعها تقع في خارج المنزل. كانت الأسقف التي تحتوي على ميزاب مصنوعة من الصخر ومكسوةً بالقرميط.
كانت المزارع والبيوت الصغيرة والشخصية المؤقتة جميعًا مبانٍ شائعة. أحد بيوت المزارع بالقرب من كمبباسة احتوت على وحدات سكنية مربعة، على الأغلب استخدمت هذه الوحدات على أنها اسطبلًا، ومحموعةً من الغرف ذات الكوانين المحيطة بالفناء. احتوى المنزل على حوض مغطى بالملاط، وعلى دوليوم وحاويات أخرى. مما يشير إلى أن هذه المواد قد استخدمت لمعالجة وحفظ المحاصيل. بنيت مزرعة أخرى في عام 200 ق.م باستخدام حجر جيري متماسك باستخدام ملاط أصفر. احتوى مركز أثري آخر عرف باسم «إي سي كيو 11000» (بالإنجليزية: ACQ 11000) على شرفة مغطاة بطبقة سميكة من الطين، وعلى مساحة مسورة ذات أرضية مرصوفة، وجدرانًا حجرية.

## سامنيتيون مشاهير

### قادة السامنيت
| الاسم                            | الوصف                                                                                           |
| -------------------------------- | ----------------------------------------------------------------------------------------------- |
| غايوس بونتيوس                    | حكم نحو عام 320 ق.م                                                                             |
| غيليوس إغناتيوس                  | حكم نحو عام 296 ق.م                                                                             |
| هيرينيوس بونتيوس                 | فيلسوف سامنيتي                                                                                  |
| بروتولوس بابيوس                  | أرستقراطي سامنيتي ذكره ليفي                                                                     |
| ستاتيوس ميناتيوس                 | قائد عسكري في الحروب السامنيتية                                                                 |
| غايوس ستاتيوس كلاروس             | ميديكس توتيكوس حوالي عام 90 ق.م                                                                 |
| أولوس إغناتيوس                   | ميديكس توتيكوس في القرن الثاني قبل الميلاد                                                      |
| تيتوس ستايوس                     | ميديكس توتيكوس في القرن الثاني قبل الميلاد                                                      |
| غنايوس ستاتيوس مراهيس ستافيدينوس | ميديكس توتيكوس في القرن الثاني قبل الميلاد                                                      |
| أوفيوس ستايوس                    | سامنيتي في القرن الثاني قبل الميلاد, من الممكن أنه باني تمثال هرقل في الحرم المقارب كامبوتشيارو |
| غايوس ستايوس كلاروس              | سامنيتي بنى منصةً في معبد بيترابوندانتي                                                          |
| ستينيس ستايوس متيلوس             | ميديكس توتيكوس عام 130 ق.م. ربما هو من بنى حرم كامبوتشيارو                                      |
| ماراس ستايوس باكيوس              | باني حرم بيترابوندانتي                                                                          |
| باكيوس ستايوس لوسيوس             | باني حرم بيترابوندانتي                                                                          |
| ميناتيوس ستايوس ستاتي            | ميديكس توتيكوس بوفيانوم وبيترابوندانتي في عام 120 ق.م                                           |

### قادة الحرب الإجتماعية
| الاسم                | الوصف                          |
| -------------------- | ------------------------------ |
| غايوس بابيوس موتيلوس | خدم بصفة ميديكس توتيكوس        |
| بونتيوس تيليسينوس    | توفي عام 82 ق.م                |
| ماريوس إغناتيوس      | قائد عسكري في الحرب الإجتماعية |

### رومانيون من أصل سامنيتي
| صورة | الاسم                 | الوصف                                                                                   |
| ---- | --------------------- | --------------------------------------------------------------------------------------- |
|      | غايوس كاسيوس لونغينوس | قاتل يوليوس قيصر                                                                        |
|      | بيلاطس البنطي         | البريفيكيتوس الخامس لمقاطعة يهودا الرومانية منذ العام 26-36م. ينسب إليه الأمر بصلب عيسى |
|      | كايسيلوس ستاتيوس      | شاعر روماني يحتمل أنه من أصول سامنيتية                                                  |

### بابا الفاتيكان
| صورة | الاسم                | الوصف                                                                        |
| ---- | -------------------- | ---------------------------------------------------------------------------- |
|      | البابا فيليكس الرابع | بابا الكنيسة الكاثوليكية منذ 12 يوليو، من العام 526م حتى سبتمبر 22، عام 530م |

## وصلات خارجية
السامنيتيون على موقع الموسوعة البريطانية (الإنجليزية)